# 南長野
- 日本 > 長野県 > 長野市 > （本庁）第四地区 > 南長野
- 日本 > 長野県 > 長野市 > （本庁）第五地区 > 南長野

南長野（みなみながの）は長野県長野市の市街地西部にある地域（大字）。
後述の9町が属しているが、長野市街地内の町（通称名）については住所表示の際に「大字南長野」を省くことが多く、郵便番号もそれぞれ単独で与えられている。また、町名（通称名）のほか「幅下」「十念寺裏」といった小字があるが、これらは原則用いない（省略する）ことが長野市の慣例となっている。つまり、長野県立大学後町キャンパス近くの住所を例にとると以下の3通りの表し方がある。
- 長野市大字南長野西後町*** - *
- 慣例による（大字を省略しない）表記
- 長野市西後町*** - *
- 慣例による（大字を省略した）表記。最も一般的
- 長野市大字南長野字十念寺裏***番地*
- 登記などに用いる表記

しかしながら、例えば長野県は長野県庁舎の住所を「大字南長野字幅下」と表記しており（慣例に従うならば「大字南長野妻科」または「妻科」）、混乱に拍車をかけている。
北石堂町・南石堂町・末広町は長野市役所（本庁直轄）第五地区、そのほかは第四地区の管内である。

## 概要
南長野は、長野市街地を構成する3大字の一つである。
西端を裾花川が流れ、南端に信越本線・北陸新幹線が通り、長野駅が置かれている。地域のほぼ中央を昭和通り（国道19号）が東西に横切り、西端を県庁通り（国道19号・県道）、東端を中央通り（市道）が南北に走る。地域内には裾花川から分かれた鐘鋳川（鐘鋳堰＝かないぜき）・北八幡川・南八幡川・古川・計渇川（けかちがわ）・宮川といった用水が曲がりくねりながら流れ、市街地と善光寺平に潤いをもたらしている。周囲は以下の大字・町丁と接する。
古くは、北国街道（善光寺表参道）に沿った石堂町や後町などは善光寺町の一部として町場化していたものの、それより西の現在の県町や妻科などはまだ農村であった。しかし明治に入り、1874年（明治7年）に（旧）長野県庁舎が西長野に置かれると、隣接する当地域も次第に市街地化し、旭町・県町といった町が新たに発足した。さらに1888年（明治21年）には、当地域の南端に長野駅が開業し、末広町が新たに発足。長野市の市街地・繁華街は善光寺周辺から徐々に南進していった。
現在の南長野は、1913年（大正2年）に妻科へ移転した長野県庁舎を中心に県庁通り沿道が官庁街となっている一方、長野駅を中心に中央通り沿道に繁華街が広がる。しかし繁華街は次第に東に接する鶴賀（南千歳町など）へ移りつつある。
前述の通り地域内には6つの用水が曲がりくねりながら流れているが、その多くは暗渠となり、その上が小路になっている。そのため、碁盤目状の区画の善光寺周辺に対して、当地域（特に南部）では曲がりくねった小路が入り組み、町の区画が複雑になっている。こうした入り組んだ小路・路地、また町の中を流れる小川を観光資源とする構想があり、2008年（平成20年）には第6回全国路地サミットが長野市内で開かれた。

### 沿革
旧南長野町の歴史
- 鎌倉時代 - 現在の後町付近に、信濃国の国衙が置かれていた
- 江戸時代 - 前身の妻科村は、松代藩領であった
- 1876年（明治9年）7月 - 水内郡妻科村石堂町に、朝陽学校（現：長野市立後町小学校）が開校。のち後町に移転
- 1879年（明治12年）1月4日 - 郡区町村編制法施行。妻科村は上水内郡に属する
- 1881年（明治14年）6月24日 - 上水内郡妻科村が南長野町となる
- 1888年（明治21年）5月1日 - 官設鉄道直江津線（→信越本線→しなの鉄道北しなの線）の関山〜長野が開業。南長野町と栗田村との境に長野駅が置かれる
- 1889年（明治22年）4月1日 - 上水内郡南長野町、同郡西長野町・鶴賀町・茂菅村とともに同郡長野町に編入。
- 1897年（明治30年）4月1日 - 市制施行。長野市となる。旧南長野町域は大字南長野となる。

長野市南長野の歴史
- 1907年（明治40年）4月24日 - 長野市立甲種商業学校（現 長野県長野商業高等学校）が東之門町から妻科に移転
- 1913年（大正2年）10月 - 妻科に長野県庁新庁舎が完成し、西長野から移転
- 1928年（昭和3年）6月24日 - 長野電鉄長野線（長野〜権堂）が開業し、国鉄長野駅前に乗り入れる
- 1936年（昭和11年）11月22日 - 善光寺白馬電鉄（南長野〜善光寺温泉東口）が開業。妻科に妻科駅が置かれる。のち1944年（昭和19年）に不要不急線として休止
- 1967年（昭和47年）2月6日 - 長野県庁が建て替えられ、現在の建物となる。10階建てで当時としては県内一の高層ビルであった
- 1989年（平成元年）11月17日 - 町名整理。大字鶴賀・大字南長野の各一部を分け、南千歳一・二丁目が発足
- 2010年（平成22年）2月15日 - 住居表示施行。大字西長野・大字南長野の各一部が、新諏訪一・二丁目となる
- 2018年（平成30年）4月1日 - 長野県立大学が開学し、2013年（平成25年）に閉校した長野市立後町小学校の跡地（西後町）が「後町キャンパス（象山寮）」となる

## 県町
県町（あがたまち）は、長野県庁の東に広がる町。郵便番号は380-0838。
町の西縁を県庁通りが南北に通る。北端を通る官庁通りの地下には鐘鋳川（鐘鋳堰＝暗渠）、町中央部には中沢川（開渠）がともに東西に流れる。周囲は以下の町丁と接する。
県庁通り沿いなどは官公庁・各業界の会館・企業の支社・中小の事業所などが多いが、一歩入れば閑静な住宅街である。
旭町などとともに明治期に新たに起立した町であるが、古墳時代〜平安時代の集落遺跡である県町遺跡があり、1969年（昭和44年）に長野国際会館（現：ホテル国際21）の建設に伴って行われた調査では地方では珍しい須恵器製蹄脚硯が出土しており、当地に水内郡衙があったことをうかがわせる。1925年（大正14年）の「長野市中部地圖」では、上県町とみえる。
地区内の人口及び世帯数は、176世帯 343人（令和5年3月1日現在）。

### 交通
町内に公共交通機関は走っていないが、中央通り・県庁通りを走る路線バスが利用できる。

### 施設

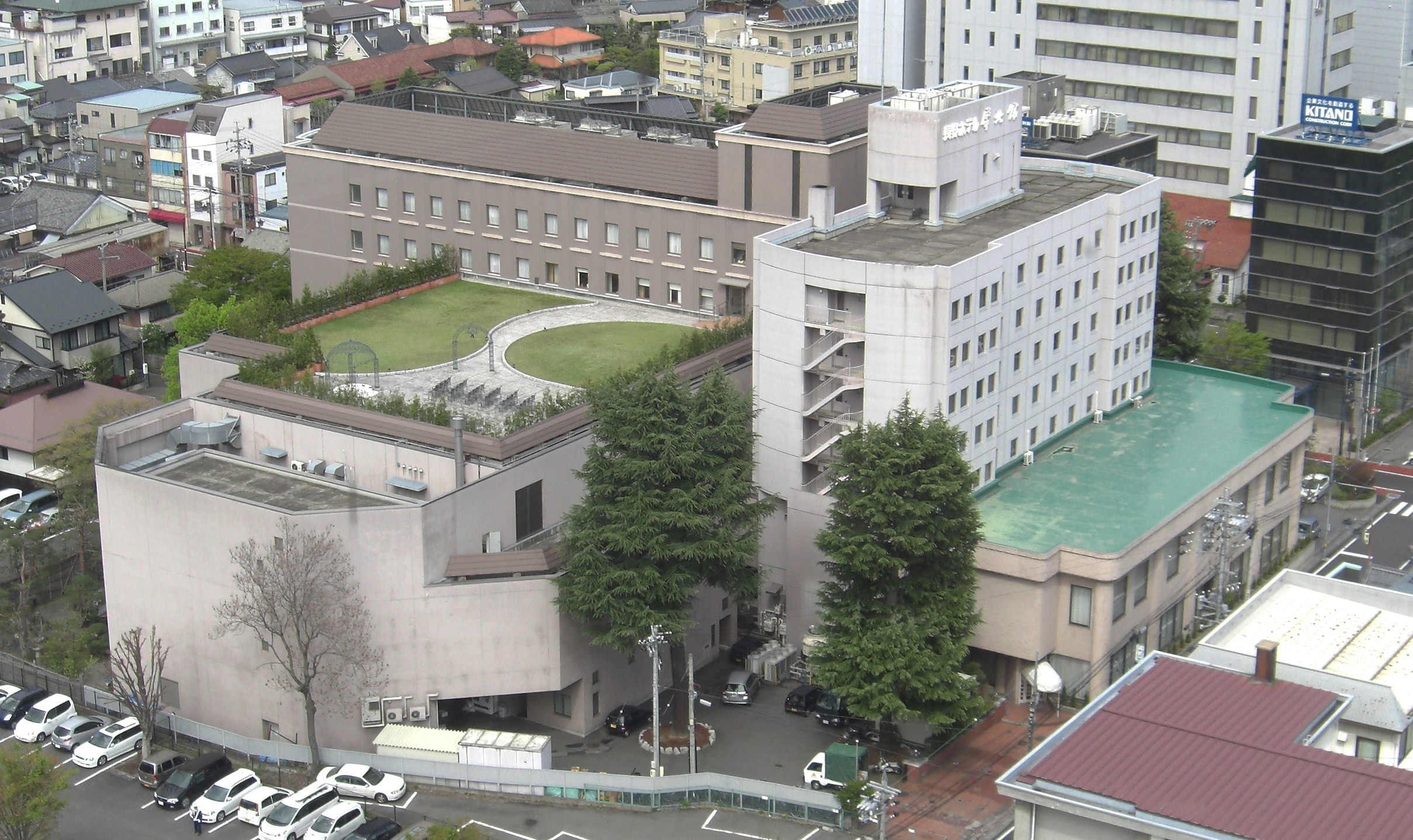
THE SAIHOKUKAN HOTEL（犀北館）
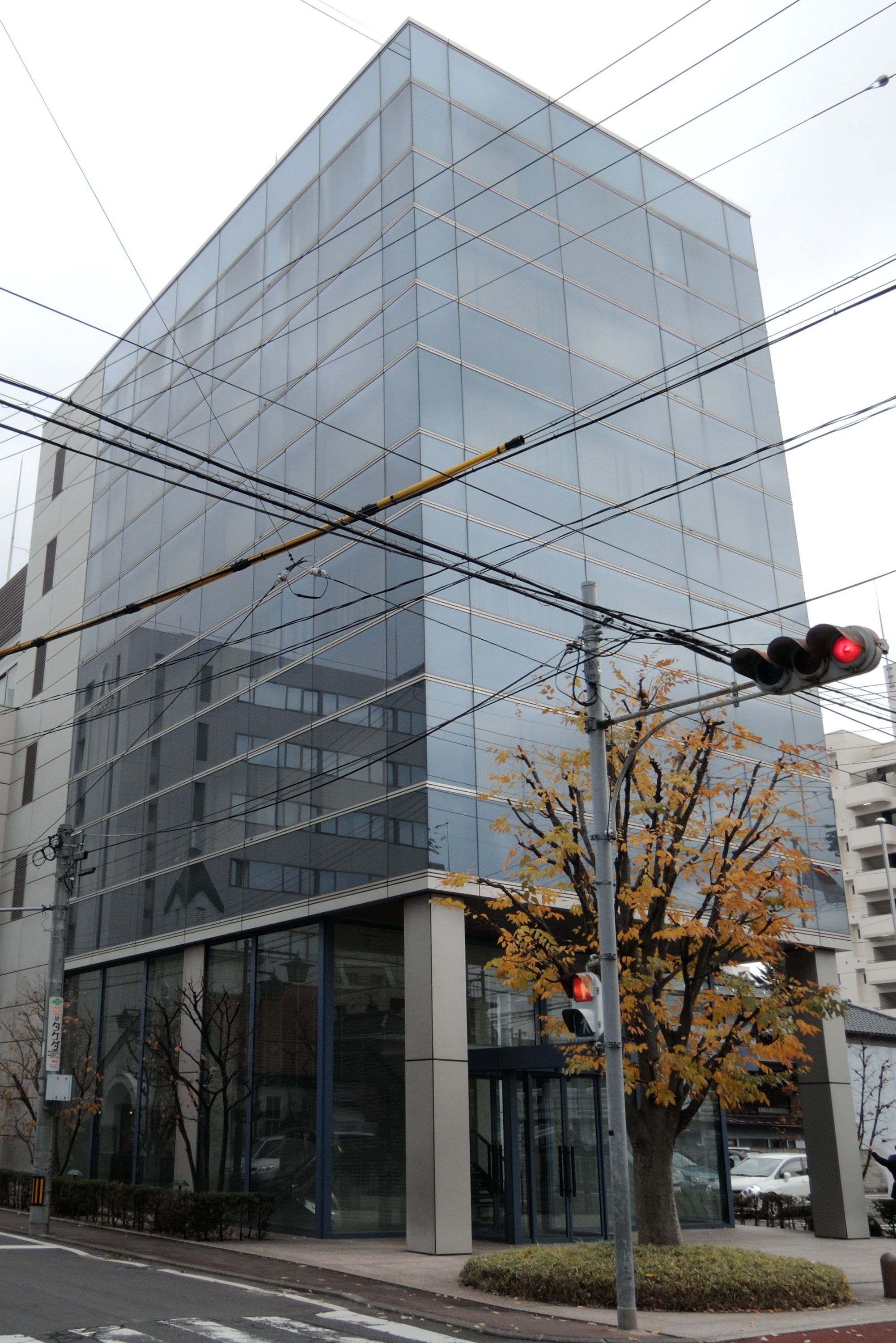
北野建設 本社
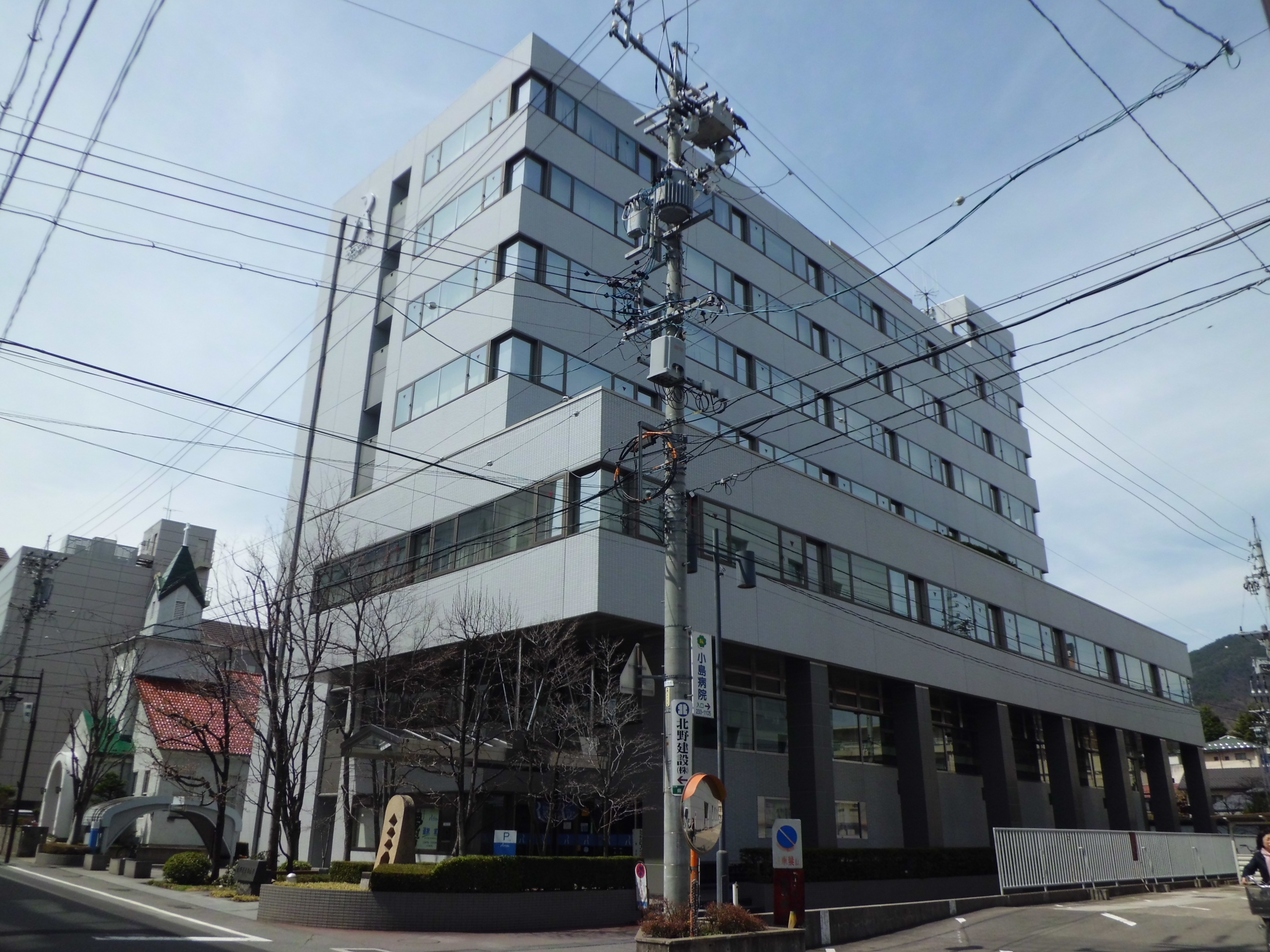
長野県労働金庫 本店
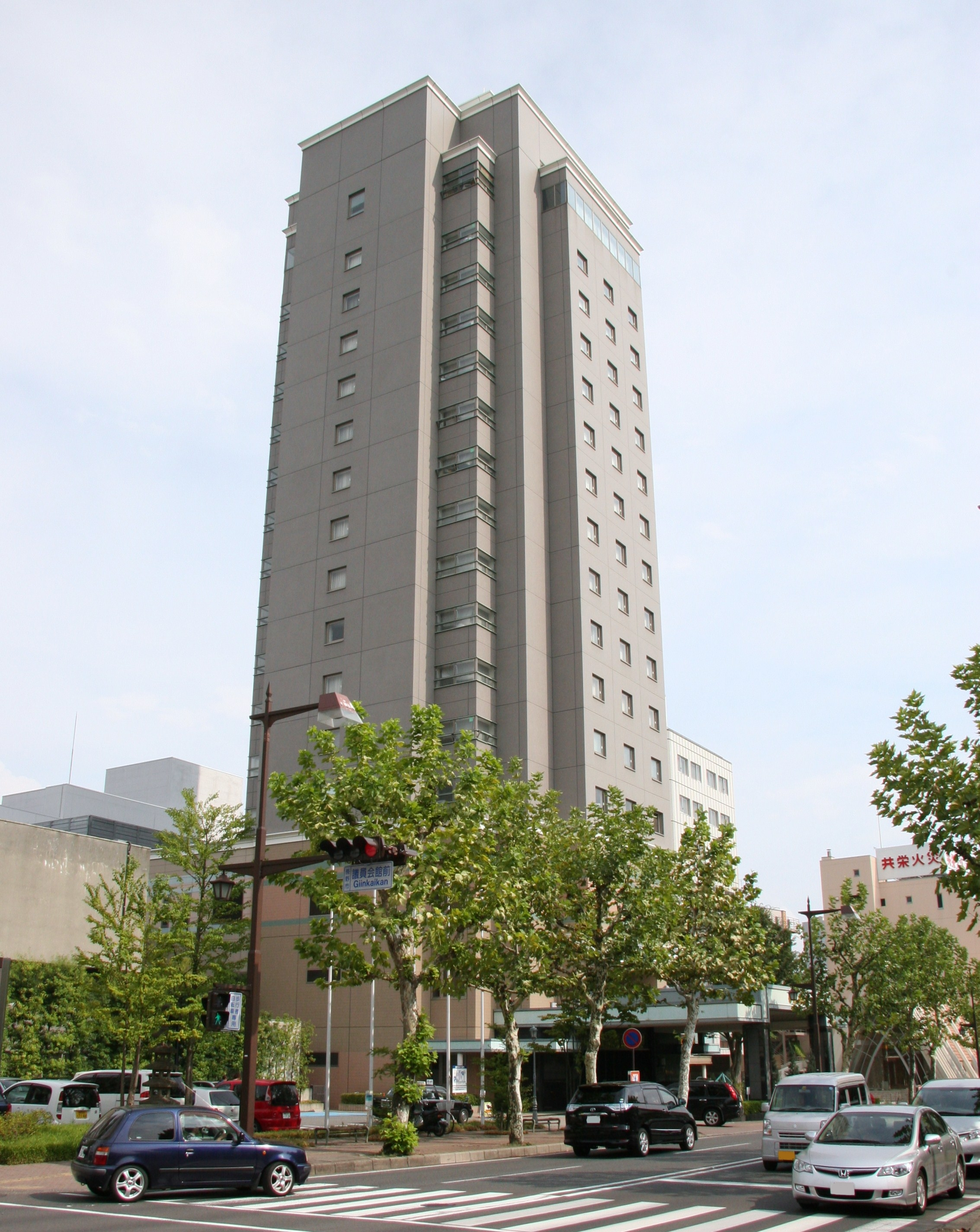
ホテル国際21
- 電算 セキュアデータセンター（旧本社）
- 日本経済新聞 長野支局
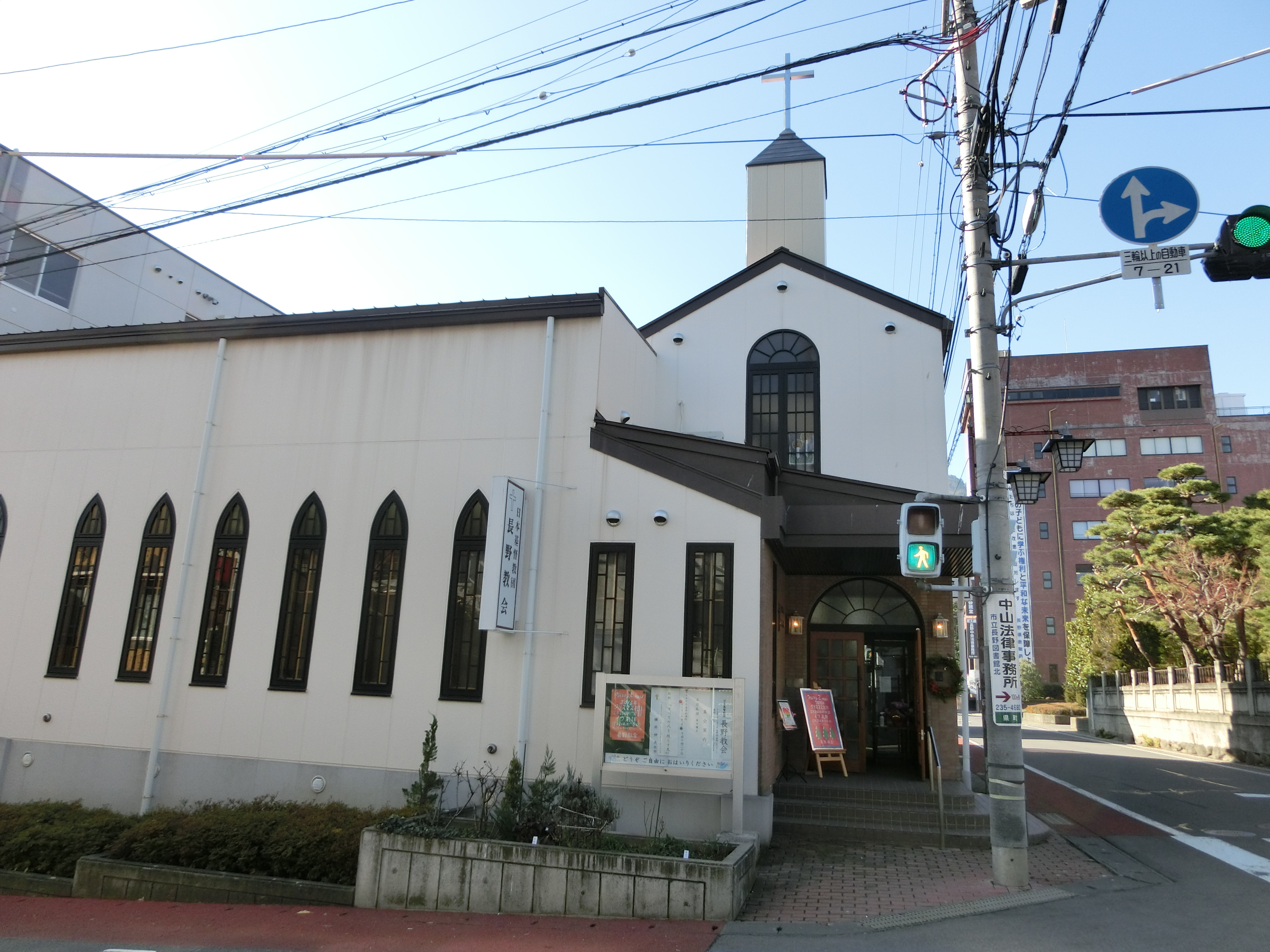
日本基督教団 長野教会

- THE SAIHOKUKAN HOTEL（犀北館）
- 北野建設本社
- 長野県労働金庫本店
- ホテル国際21
- 日本基督教団長野教会

## 北石堂町
北石堂町（きたいしどうちょう）は、JA長野県ビルを中心に広がる町。郵便番号は380-0826。
町の中心部を錦町通りが東西に横切り、東部を中央通りが南北に貫く。北端の南石堂町との境から町中央部にかけてを古川（開渠）、西部の岡田町との境付近を計渇川・宮川（一部暗渠）が南北に流れる。周囲は以下の町丁と接する。

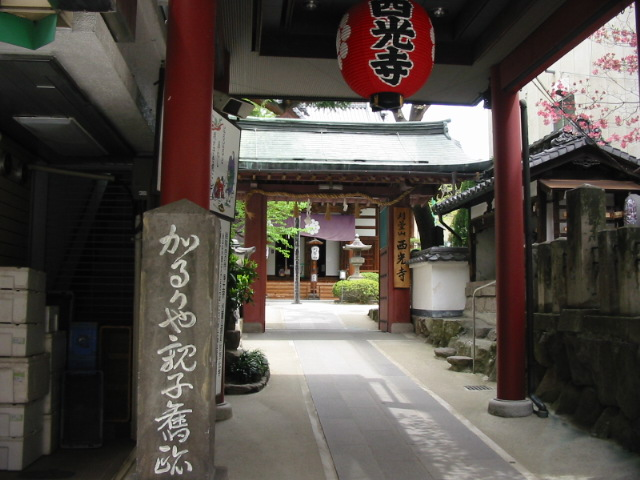
町名の由来となった刈萱山西光寺（かるかや山）

西部の特に中央通り沿いは中小の商店やagainなどの商業施設が集まり賑わいを見せるが、東部の山王町（さんのうちょう）は閑静な住宅街となっている。
江戸時代には石堂町（いしどうちょう）と呼ばれ、善光寺町のうち松代藩領 妻科村に属していた。のち、南石堂町を分けて現在に至る。石堂町という町名は、刈萱山西光寺ゆかりの刈萱上人の子・石堂丸（石童丸）にちなむといわれるが、同寺境内にある石堂丸の墓ともいわれる鎌倉時代の石塔が由来と考えられる。町南東部の二線路通り沿いは、通りが開かれるにあたって石若町（いしわかちょう）と名付けられたが、専ら「二線路」と呼ばれ、町名は廃れている。
地区内の人口及び世帯数は、247世帯 441人（令和5年3月1日現在）。

### 御祭礼屋台
弥栄神社（上西之門町）御祭礼で屋台巡行をする御祭礼町20町の一つである。1926年（大正15年）に新たに御祭礼町に加わった。
1929年（昭和4年）制作で、1964年（昭和39年）に「登竜」「降竜」の彫刻を施した本屋台を有する。

### 交通
路線バス
中央通り上にアルピコ交通（川中島バス）・長電バス・ぐるりん号のかるかや山前停留所があり、市内バス路線のほとんどが利用できる。

### 施設
- JA長野県ビル（長野県農協ビル）
  - 長野県農業協同組合中央会（JA長野中央会）
  - 全国農業協同組合連合会 長野県本部（JA全農長野）
  - 全国共済農業協同組合連合会 長野県本部（JA共済連長野）
  - 長野県厚生農業協同組合連合会（JA長野厚生連）
  - 長野県信用農業協同組合連合会 本店（長野県JAバンク）

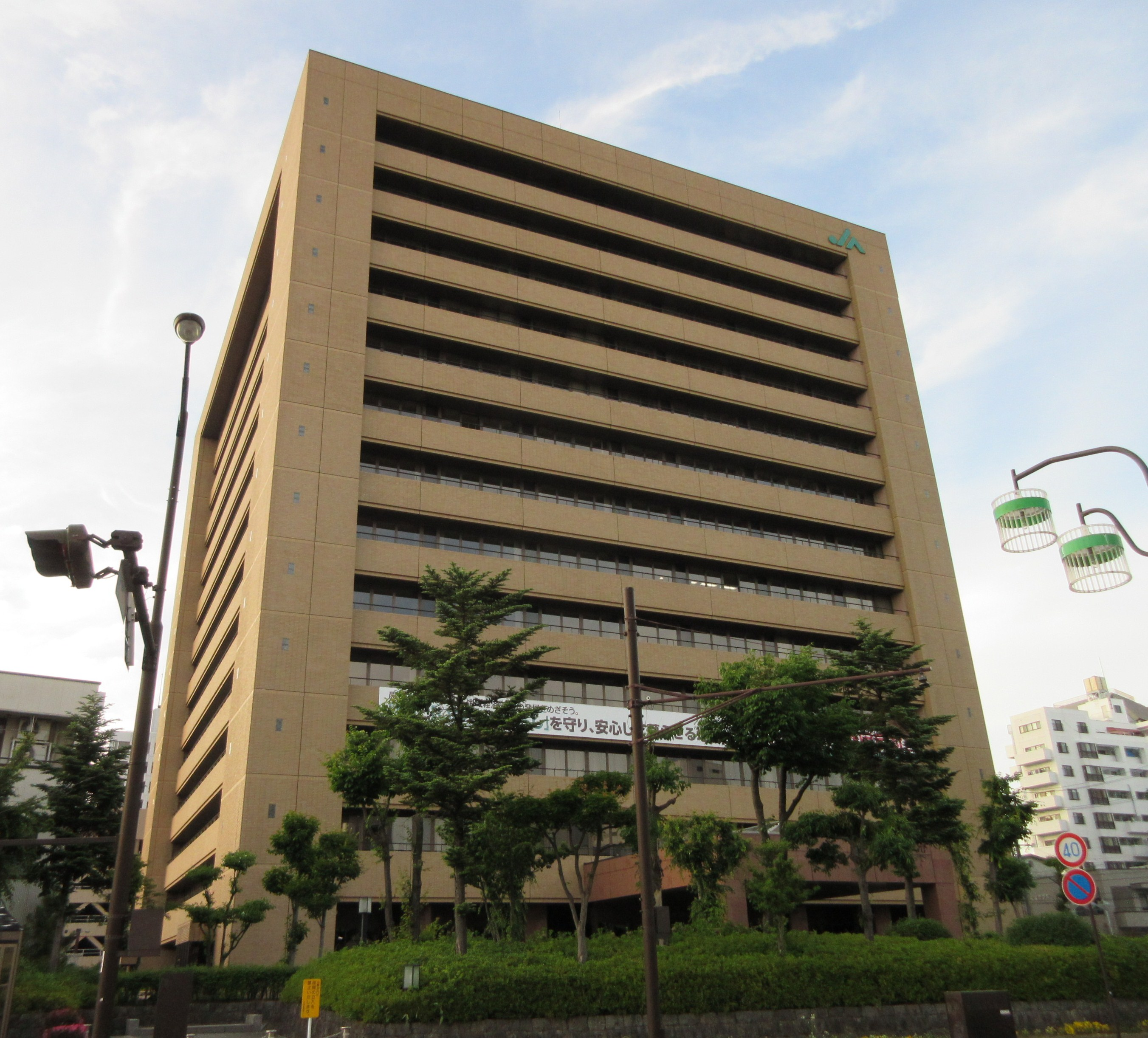
JA長野県ビル

  - アクティホール
- 産経新聞 長野支局
- 刈萱山西光寺
- 長野信用金庫 石堂支店
- 長野市立山王保育園

- JA長野県ビル

## 新田町
新田町（しんでんちょう）は、新田町交差点（中央通り・昭和通り）の西に広がる町。郵便番号は380-0835。
町の中心部を昭和通りが東西に横切り、東縁を中央通りが南北に通る。町の中央部を南八幡川、北部の西後町との境を北八幡川が流れるが、ともに暗渠である。周囲は以下の町丁と接する。
市街地のほぼ中央部に位置し、各方面からの街道が交差する当地は、問御所町などと併せて長野銀座と呼ばれ、かつては新田町交差点を中心に2つの百貨店と1つの大型スーパーが立地するほどの活況を見せた。しかしそのいずれも移転・閉店し、現在ではTOiGOやもんぜんぷら座を軸に再開発が進められている。
江戸時代には、善光寺町のうち松代藩領 妻科村に属していた。慶長年間末期の裾花川の流路変更により、川の跡に新たに成立した枝村であった。流路変更前の裾花川の川筋は、概ね現在の北八幡川・南八幡川に相当する。町の北西部、北八幡川沿いは、明治期には西河原町または原町と呼ばれていた。
地区内の人口及び世帯数は、120世帯 191人（令和5年3月1日現在）。

### 御祭礼屋台
弥栄神社（上西之門町）御祭礼で屋台巡行をする御祭礼町20町の一つである。1926年（大正15年）に新たに御祭礼町に加わった。
1924年（大正13年）制作で、1994年（平成6年）に復元された踊り屋台を有する。かつては底抜けの囃子屋台もあった。

### 交通
路線バス
昭和通り上にアルピコ交通（川中島バス）の昭和通り停留所のりば4・のりば5、中央通り上にアルピコ交通（川中島バス）・ぐるりん号の昭和通り停留所のりば3がある。

### 施設
- 長野県信用組合 本店
- NTT新田町ビル 
  - NTT東日本 長野支店
  - NTT東日本-長野 本社
- 長野銀行 長野支店
- もんぜんぷら座
  - TOMATO食品館
  - ながのコミュニティ放送（FMぜんこうじ）
  - ながの観光コンベンションビューロー
  - 長野市消費生活センター
  - 日本司法支援センター 長野地方事務所（法テラス長野）
  - NTT東日本 長野116センタ
- 長野県信用組合 第2本店
- 八十二銀行 82プラザ長野

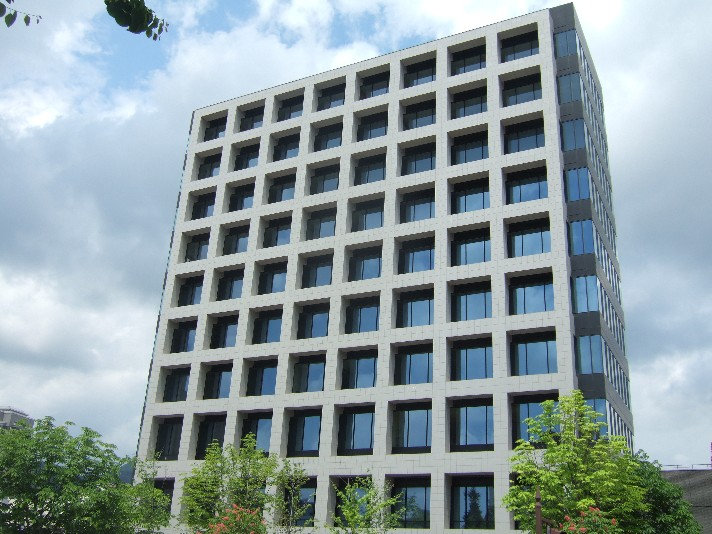
長野県信用組合本店
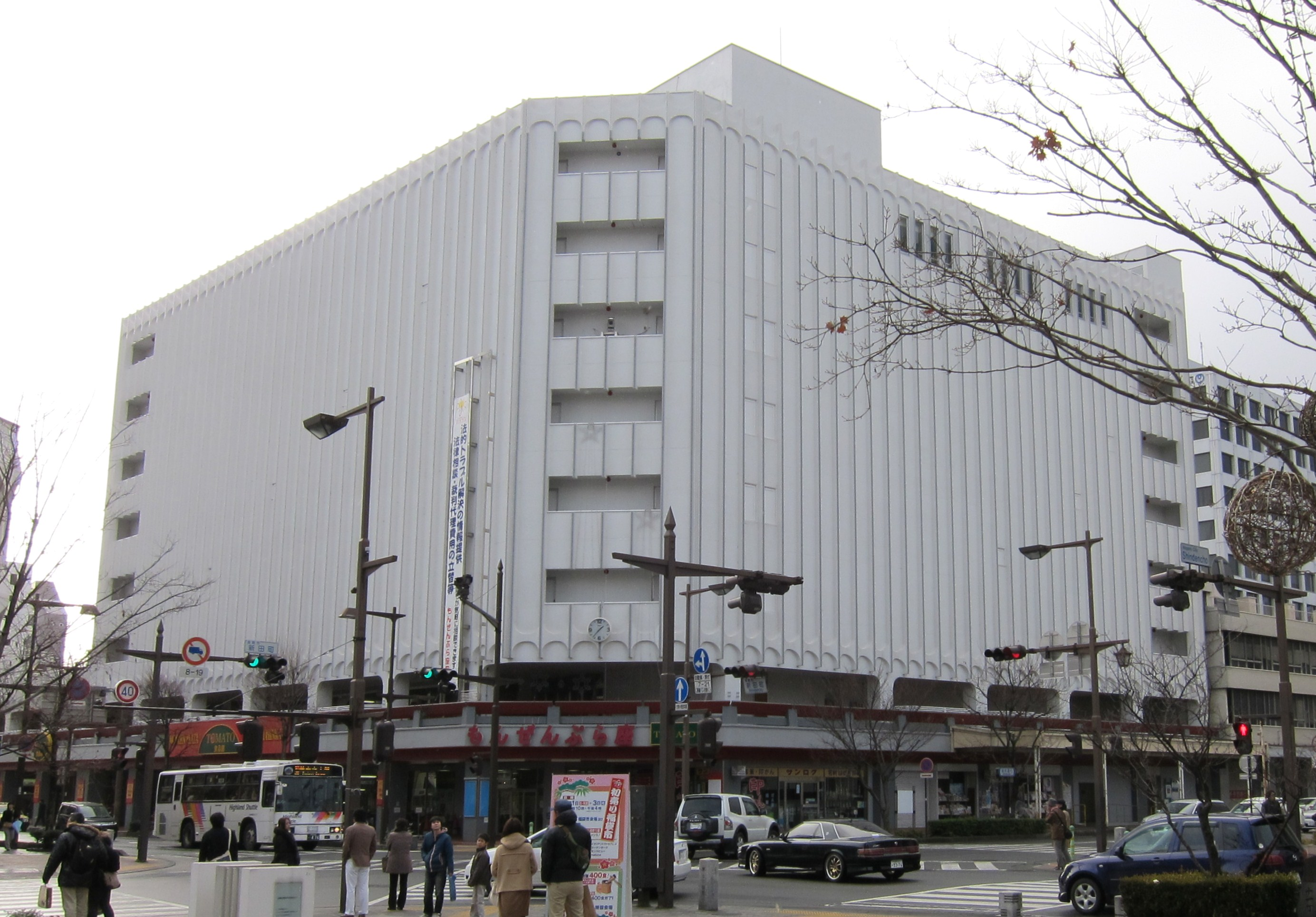
もんぜんぷら座
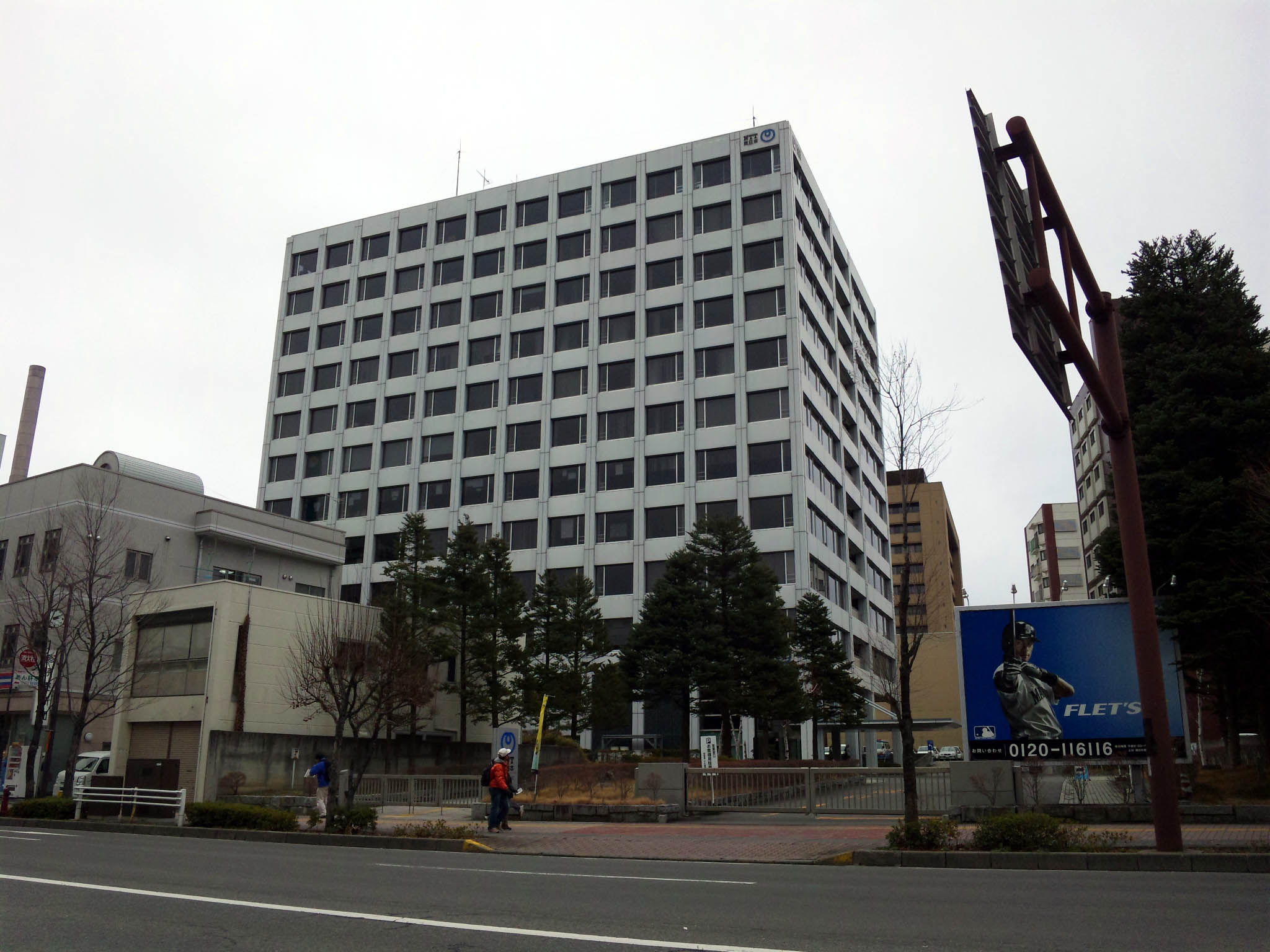
NTT新田町ビル

## 末広町
末広町（すえひろちょう）は、長野駅の北に広がる町。郵便番号は380-0825。
周囲は以下の大字・町丁と接する。
1888年（明治21年）の長野駅開業に伴い新たに開かれた町の一つで、駅前から放射状に整備された3本の新道のうち「第一線路」（一線路＝現 末広通り）沿いに成立した。全域がビジネスホテル・雑居ビルで占められ、飲食店や商店がひしめく活気ある町である。その分人口は少なく、1世帯 1人と市内の町の中で最少レベルである（令和5年3月1日現在）。
なお、町域は末広通りの長野駅前交差点〜末広町交差点の間の両側のみであり、末広町バス停・末廣町会館はすべて南石堂町に位置する。

### 交通
鉄道
JR東日本・しなの鉄道・長野電鉄の長野駅があり、以下の路線が利用できる。
- JR東日本
  - ■北陸新幹線
  - ■篠ノ井線
  - ■しなの鉄道線直通電車
- しなの鉄道
  - ■北しなの線
  - ■JR飯山線直通列車
- 長野電鉄
  - ■長野線

路線バス
長野駅善光寺口ロータリーから、市内を走るほとんどのバス路線が利用できる。

### 施設
- 長野駅

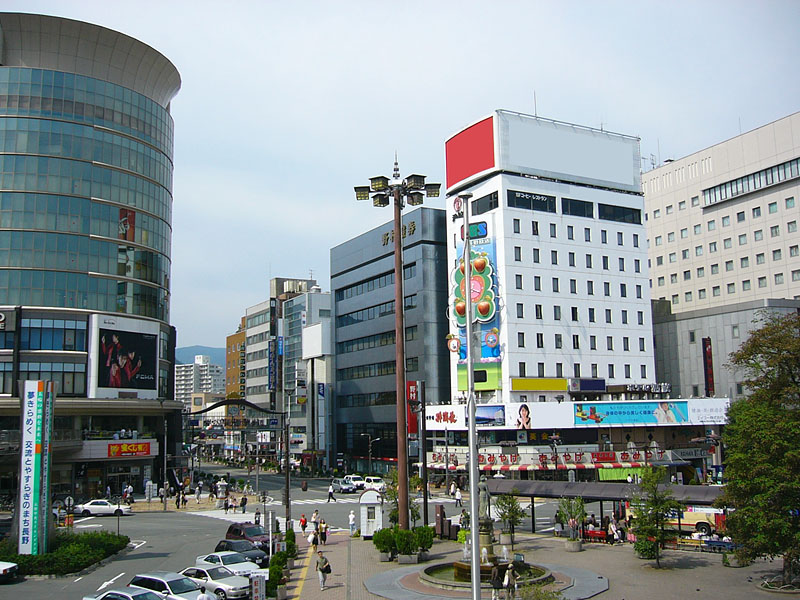
長野駅善光寺口ロータリー。左がウェストプラザ長野、道路を挟んで中央がナカジマ会館ビル、右が浪やビル。

- ウェストプラザ長野（長野駅前A-2地区再開発事業）
  - ドン・キホーテ長野駅前店
  - 長野駅前郵便局
- 末広町ビルディング “Nacs末広”（長野駅前A-3地区再開発事業）
  - ホテルサンルート長野
- 浪やビル - 2025年の地価は長野県内の商業地として最高値となる1平方メートル当たり37万2千円[7]。
- ナカジマ会館ビル
  - 野村證券長野支店

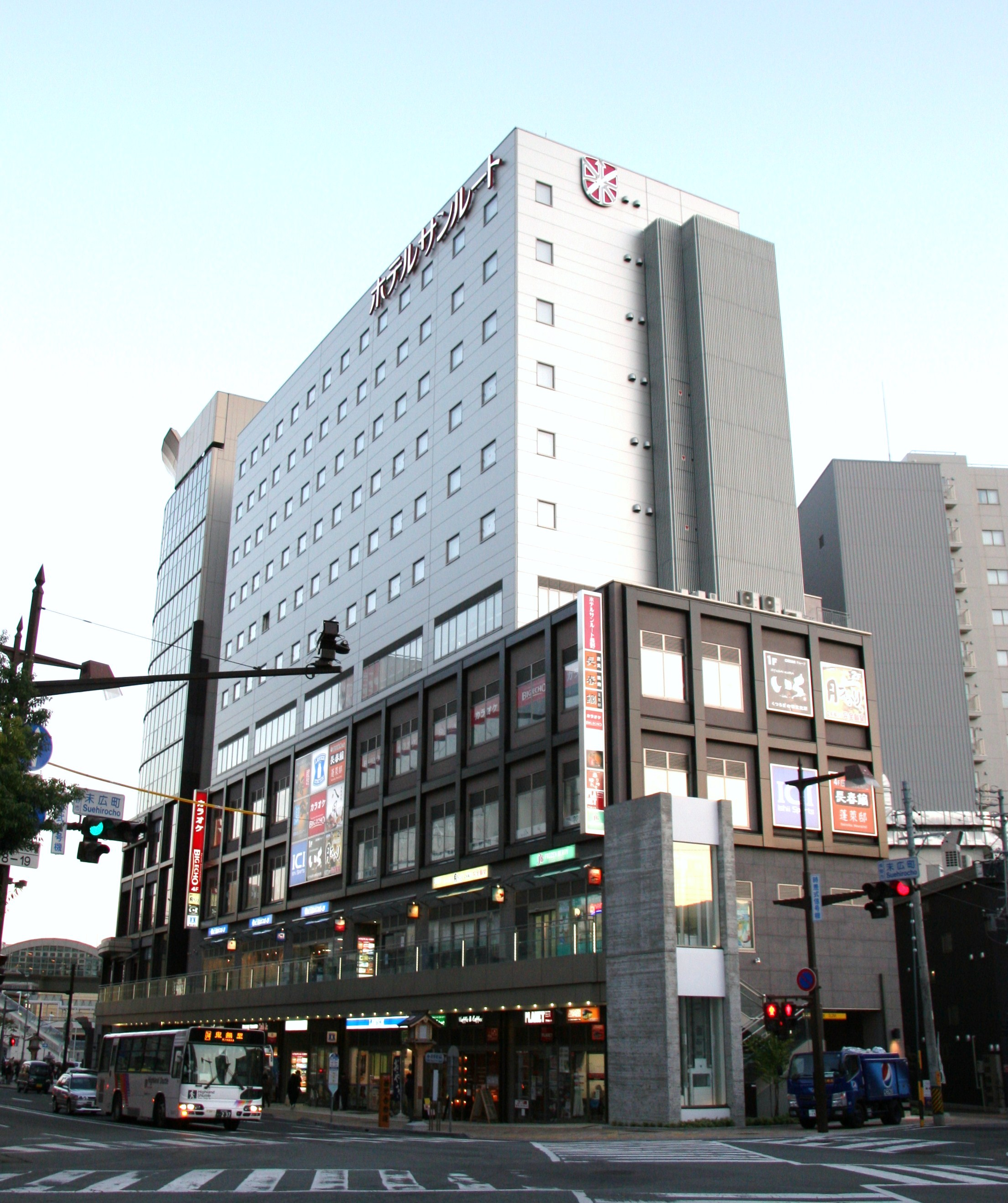
Nacs末広

## 諏訪町
諏訪町（すわちょう）は、長野市立図書館の南東に広がる町。郵便番号は380-0844。
周囲は以下の町丁と接する。

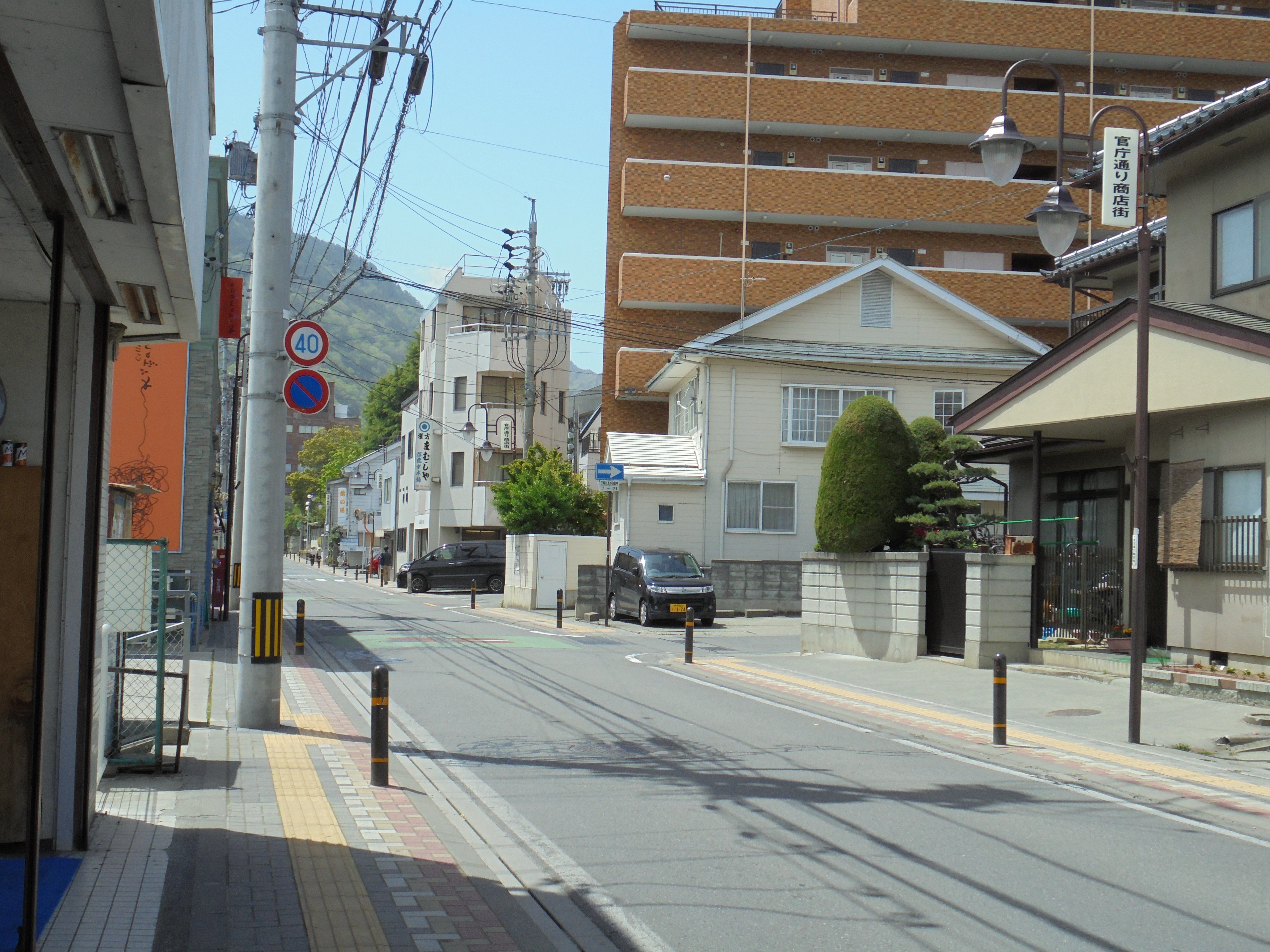
官庁通り

善光寺にほど近い、官庁通り南側の小さな町で、閑静な住宅街である。
地区内の人口及び世帯数は、67世帯 115人（令和5年3月1日現在）。

### 交通
町内に公共交通機関は走っていないが、中央通りを走る路線バスが利用できる。

### 施設
中小の商店や医院、銭湯などが立地する。

## 妻科
妻科（つましな）は、長野県庁の北に広がる町。郵便番号は380-0872。また、妻科地区のみ一部の小字にも郵便番号が振られており、幅下が380-0837である。
町の東縁を県庁通りが通り、西縁を裾花川が流れる。周囲は以下の大字・町丁と接する。
東部の県庁通り沿いには官公庁や県関連施設が軒を連ねるが、西へ向かうほど山裾の閑静な住宅地といった風になる。
江戸時代には妻科村の本郷であり、1881年（明治14年）に妻科村が南長野町になるにあたって本郷の区域に限って妻科と呼ばれるようになった。地名の由来は諸説あるが、段丘を意味する「しな」と隅を意味する「つま」から来るといわれており、その名の通り裾花川の河岸段丘に位置する。また、妻科神社の妻科明神が独身であることに由来するという説もある。
なお、「妻科」は平安時代からある古い地名で、「つまなし」と読むのが普通だった。現在でも老人の中には「つまなし」と読む者もいる。なぜ「つましな」と読むようになったかは伝承が残っており、昔、徳川綱吉の母・桂昌院が代理の者を善光寺参りに遣わしたことがあった。問御所で役人が、動員された村人の確認のため、「つまなし村」と読むと、代参の者が「余にはちゃんと妻がおる。そんな村の者は一人も使ってはならん」と口をはさんだ。機転をきかせた役人はとっさに「失礼。つましな村の間違いでした」と答えた。それ以来、「つまなし」は「つましな」になったのだという。
地区内の人口及び世帯数は、597世帯 1,155人（令和5年3月1日現在）。

### 交通
路線バス
県庁通りを走るアルピコ交通（川中島バス）・ぐるりん号の以下の路線系統が利用できる。
- アルピコ交通（川中島バス）
  - 30 長野駅 - 川中島古戦場 - 松代
  - 37 長野駅 - 田牧 - さいなみ団地
  - 41 長野駅 - 自治会館（平日朝のみ）
  - 102 桑根井 / 運転免許センター → 市役所 → 文化学園前（平日朝のみ）
  - 103 長野工業高校 / 道島 / 今井駅 / 三本柳小学校 → 合同庁舎 → 善光寺大門（平日朝のみ）
  - 高速 長野 - 松本
  - 高速 長野 - 飯田
- ぐるりん号
  - C 市街地循環ぐるりん号

以前は県庁前高速バスのりばは長野県庁構内に設けられていたが、2012年（平成24年）2月1日に市内路線バスと同じ路上ののりばに変更されている。

### 施設
- 長野県庁舎
  - 長野県警察本部
- 長野県議会議員会館
- 長野県妻科庁舎
- 毎日新聞 長野支局
- 妻科神社 - 式内社比定
- 虫倉山善松寺 - 妻科神社東に隣接する曹洞宗の寺院。元禄年間（1688年～1704年）妻科村の信徒により、虚空蔵堂として建てられた。1805年（文化2年）鬼無里の松巌寺の隠居寺になり、同寺の素巌天如を開山とした。善光寺地震で崩壊し、1878年（明治11年）旧戸隠本坊勧修院の客殿を移して本堂とした。境内に大姥大名神・粟島大明神合祀の社がある[10]。
- 源立寺 - 釈迦如来を本尊とする日蓮宗の寺院。もと長沼六地蔵町にあったが、1900年（明治33年）城山に移り、1906年現在地に移った。1907年（明治40年）茂菅分教場を100円で購入して庫裏とした（現・つましな保育園）。境内に願満稲荷がある。本堂の墓地に佐久間象山の先祖といわれる開祖の岩間左衛門尉清正の墓がある[10]。
- 長野県長野商業高等学校
- 百景苑
  - 裾花峡温泉うるおい館
- 善光寺白馬電鉄 妻科駅跡 - 1944年（昭和19年）休止、1969年（昭和44年）廃止。現在遺構は残っていない

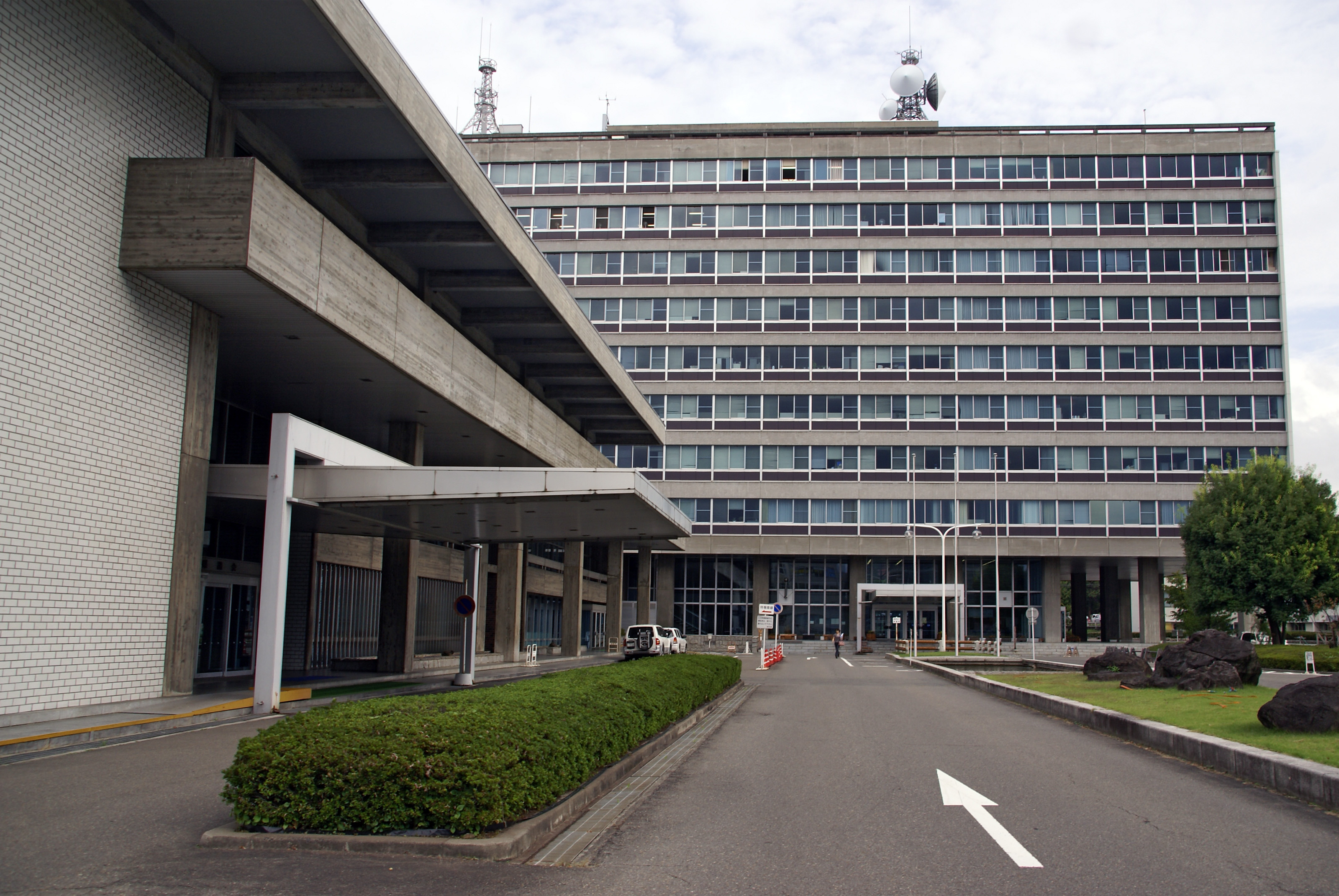
長野県庁本館（正面）と県議会議事堂（左）
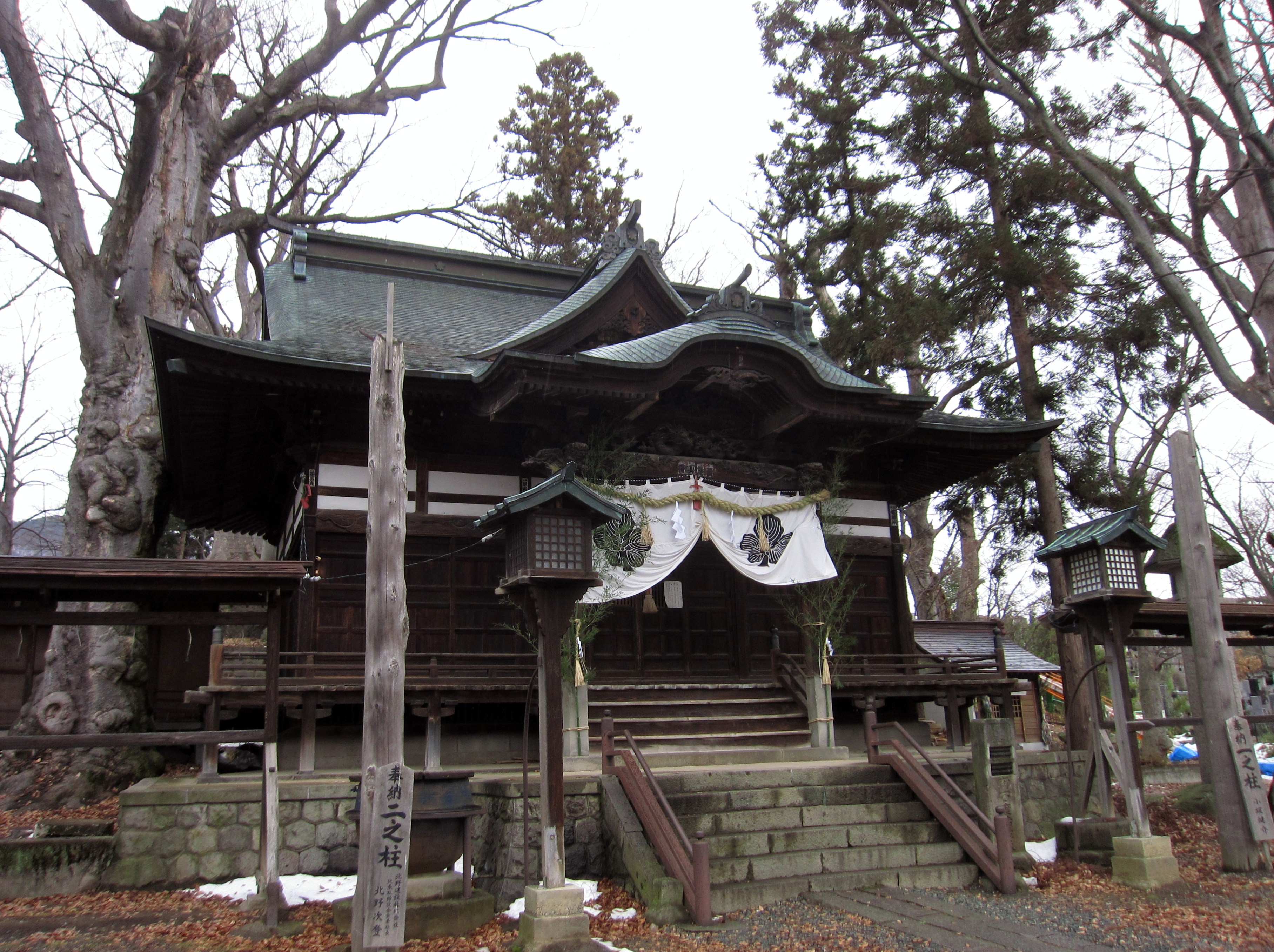
妻科神社
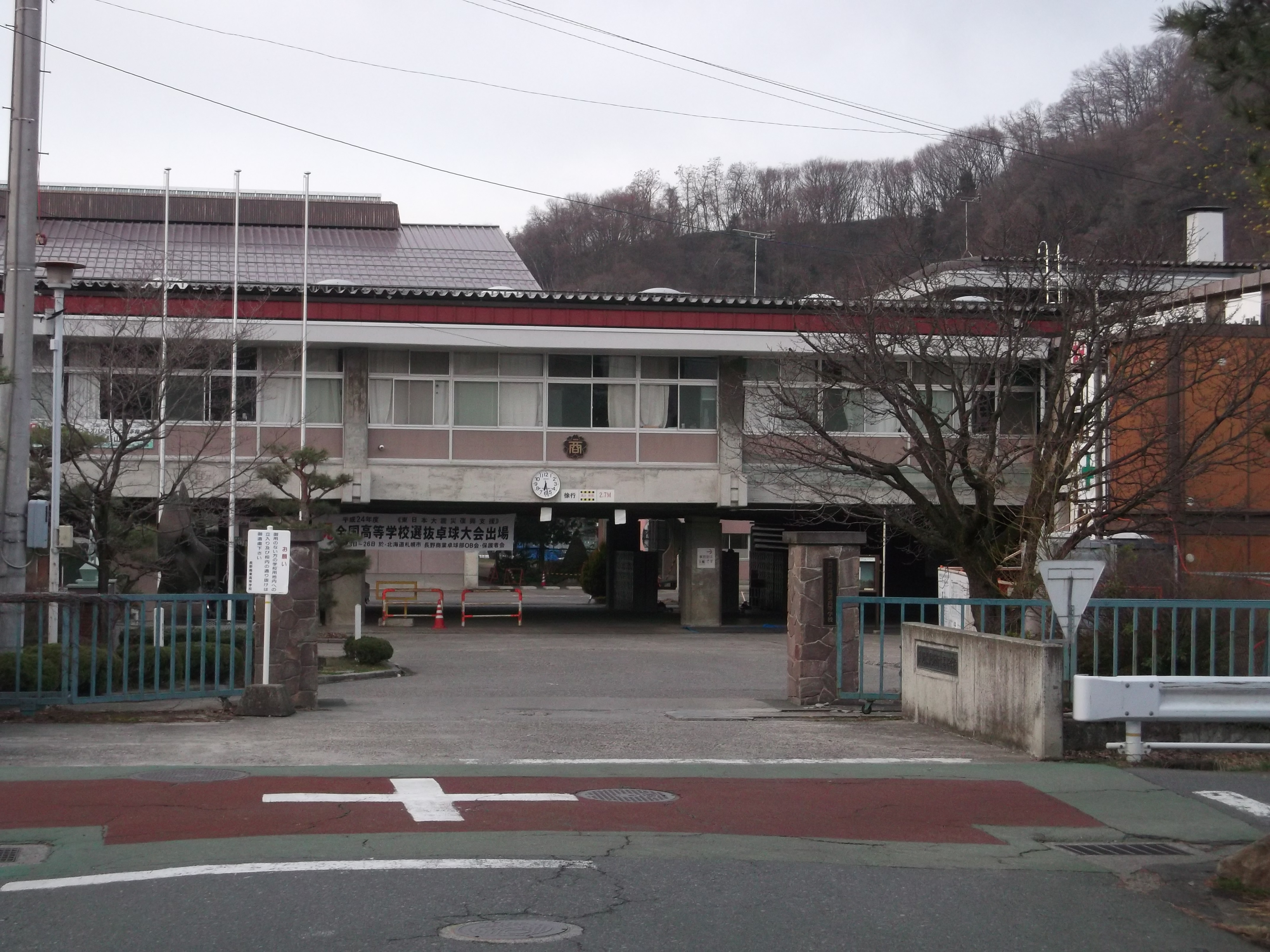
長野県長野商業高等学校

## 西後町
西後町（にしごちょう）は、長野県立大学後町キャンパスを中心に広がる町。郵便番号は380-0845。
町の東縁を中央通りが通り、南縁を寿町通りが通る。町中央部には中沢川（暗渠）が東西に流れる。周囲は以下の町丁と接する。
町域の多くを寺院の敷地や学校の敷地が占め、中央通りから一本入ると落ち着いた空気が漂う。中央通り後町交差点から西に入り県町交差点にかけては仲町（なかまち）と呼ぶが、長野郵便電信局（現 NTT後町ビル）があることから明治期には電信横町ともいった。
江戸時代には、現在の東後町と併せて後町（ごちょう）と呼ばれており、善光寺町のうち町年寄の治める「八町」の一つであった。後町は長野村と妻科村にまたがっており、のち長野村後町が東後町となり、妻科村後町が西後町となった。後町という町名は、藤原定家の『明月記』安貞元年9月25日条に「善光寺近辺号後庁、為眼代之居所」とある通り、鎌倉時代に信濃国筑摩郡の国衙からは後方に当たる水内郡に国衙の出先機関（御庁）が置かれていたことに由来する、近隣の県町遺跡からも地方では珍しい出土品が見つかっている。
地区内の人口及び世帯数は、197世帯 297人（令和5年3月1日現在）。

### 御祭礼屋台
弥栄神社（上西之門町）御祭礼で屋台巡行をする御祭礼町20町の一つである。1758年（宝暦8年）に御祭礼町に加わった。
1873年（明治6年）制作の総ケヤキ造りの本屋台を有する。このほか1925年（大正14年）制作の踊り屋台も現存するが、近年は曳行されない。

### 交通
町内に公共交通機関は走っていないが、中央通りを走る路線バスが利用できる。

### 施設
- 西本願寺長野別院
- 北野文芸座
  - 北野カルチュラルセンター
- 長野税務署
- NTT後町北ビル
- NTT後町ビル
  - 信越電報サービスセンタ
- NTT後町東ビル
- 朝日八十二ビル
  - 八十二銀行 長野支店
- 長野県立大学 後町キャンパス（象山寮）、長野市中部公民館分室 後町ホール - 長野市立後町小学校（2013年廃校）跡
- 長野市立後町保育園
- 本願寺長野別院
- 十念寺

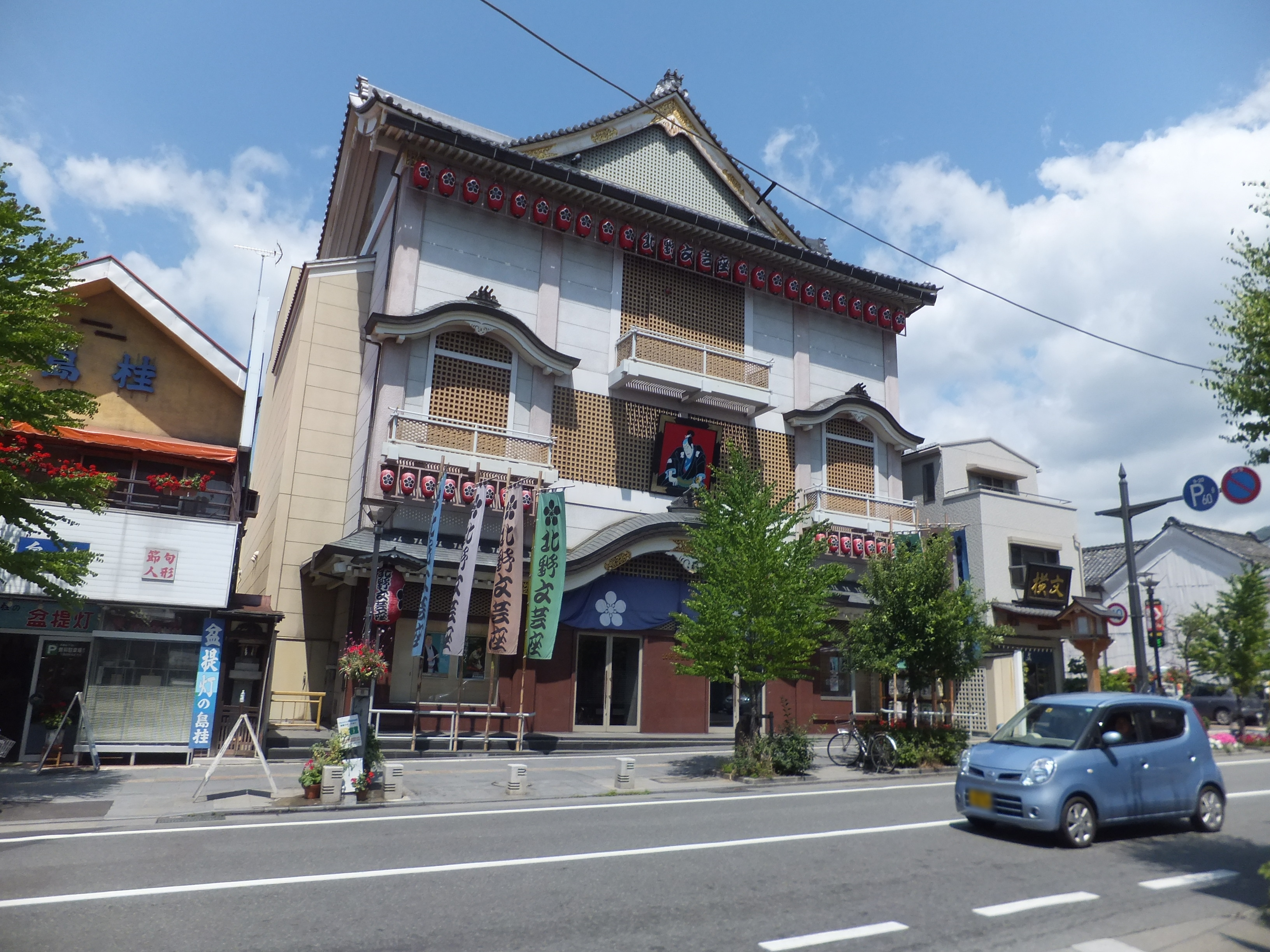
北野文芸座
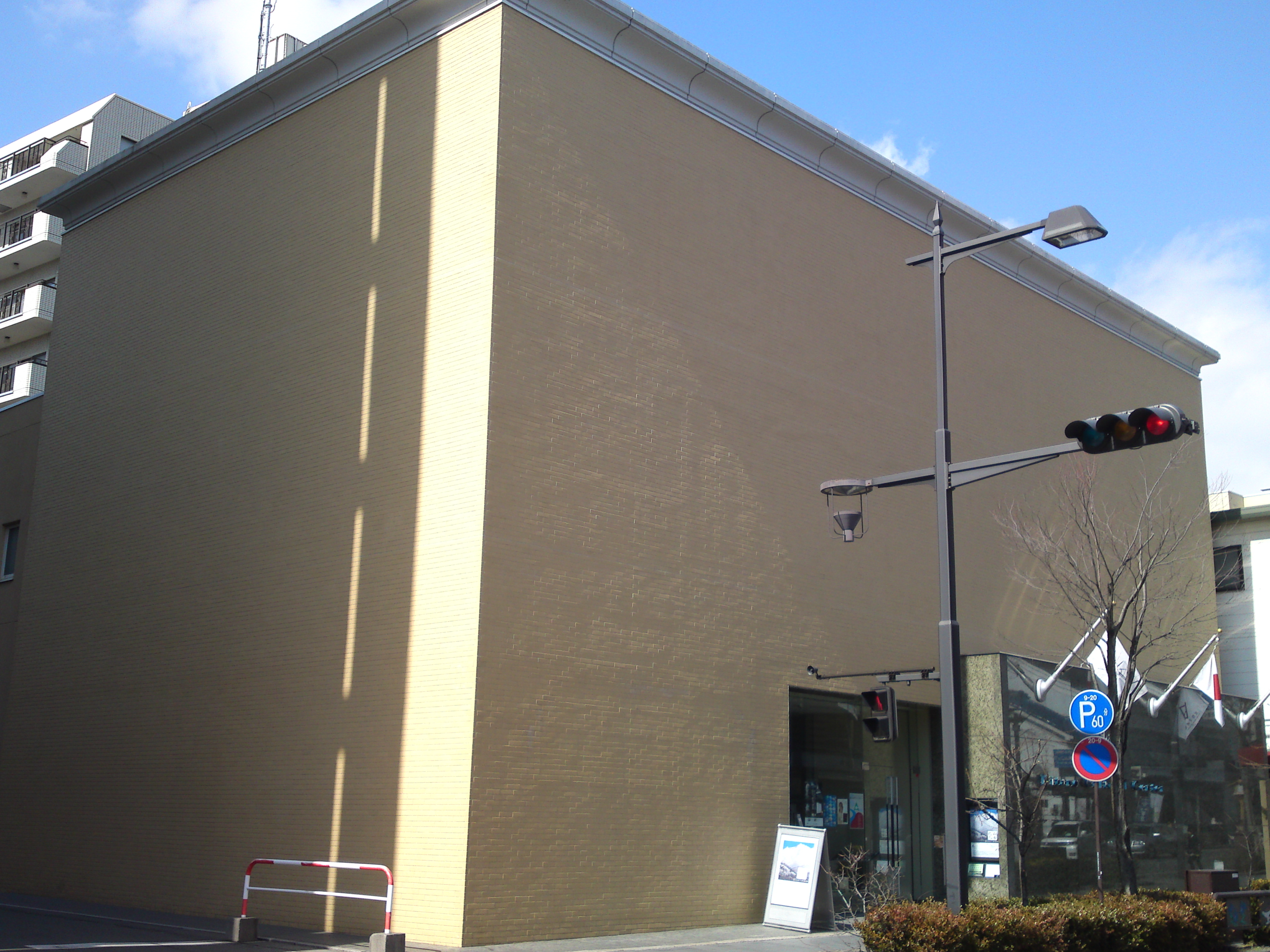
北野カルチュラルセンター
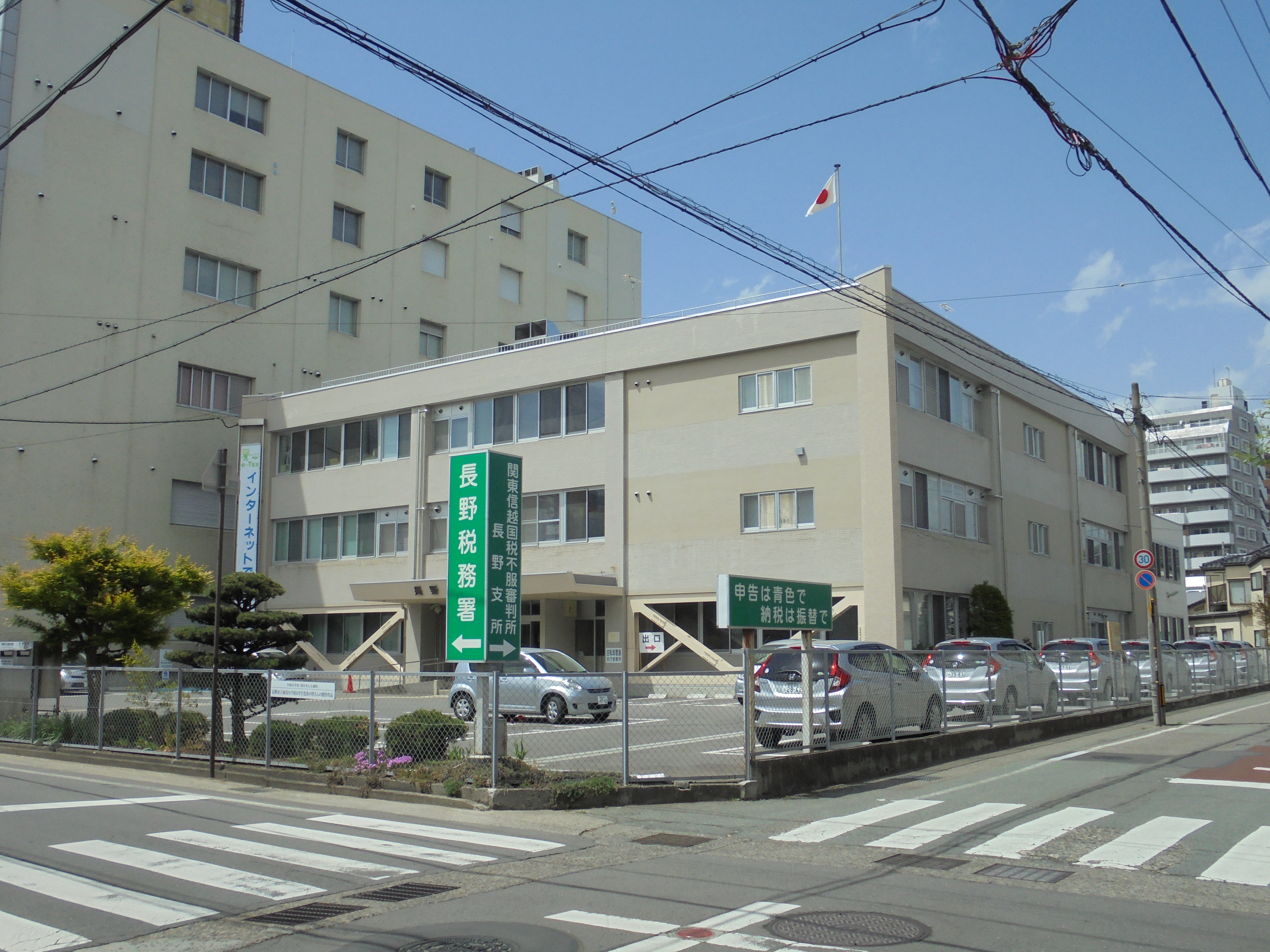
長野税務署
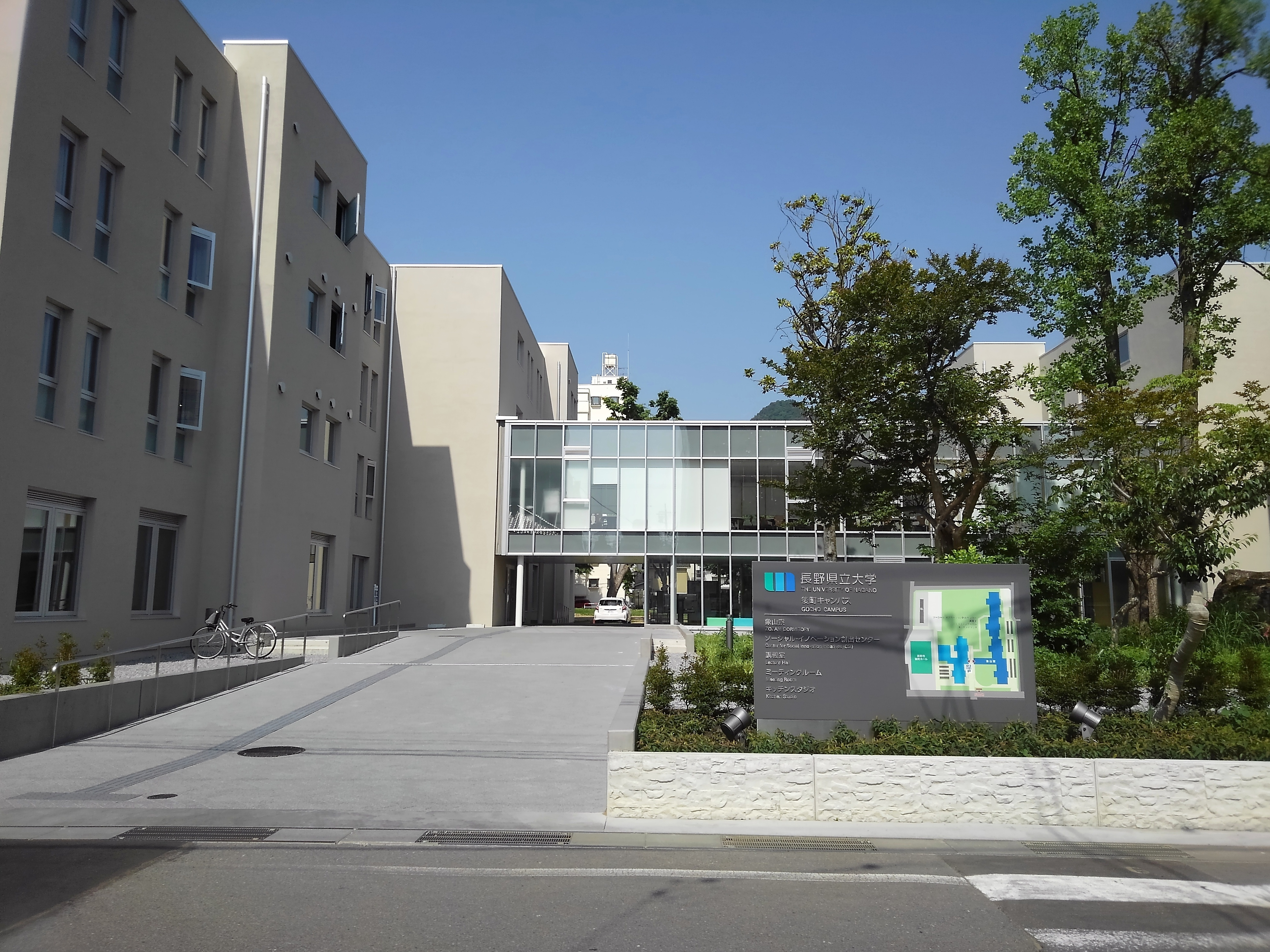
長野県立大学 後町キャンパス

## 南県町
南県町（みなみあがたまち）は、長野県庁の東に広がる町。郵便番号は380-0836。
町の中央を昭和通り、北部を寿町通りが東西に横切り、西縁を県庁通りが通る。南端の北石堂町との境には古川（開渠）が流れる。周囲は以下の町丁と接する。
昭和通り以北には、長野県庁と向かい合うようにして信濃毎日新聞本社ビルがそびえるほか、各業界の会館などが集まる。昭和通り以南は閑静な住宅街であり、旧長野赤十字病院（現：日本赤十字社長野県支部）がひっそりと佇む。このうち県庁前交差点から南東に伸びる小路の近辺は、徳永町（とくながちょう）と呼ばれる。
旭町などとともに、明治期以降に起立した町の一つである。
地区内の人口及び世帯数は、276世帯 534人（令和5年3月1日現在）。

### 交通
路線バス
昭和通りを走るアルピコ交通（川中島バス）の以下の路線系統が利用できる。
- アルピコ交通（川中島バス）
  - 30 長野駅 - 松代
  - 37 長野駅 - さいなみ団地

### 施設
- 信濃毎日新聞 本社
  - 共同通信社 長野支局
  - 時事通信社 長野支局
- インフォメーション・ネットワーク・コミュニティ（INC長野ケーブルテレビ）
- 長野県長野合同庁舎
  - 長野地域振興局
  - 長野建設事務所
  - 北信教育事務所
  - 北信労政事務所
- 長野中央郵便局
- 日本赤十字社 長野県支部
  - 長野県赤十字歴史資料館
- 信学会 長野予備学校
- 大国主神社 - ここに近い後町は鎌倉時代に信濃国庁（あるいは支庁）があったので、国庁関係の神社ではないかという説がある。もと安茂里から後町へ通じる道端にあったが、昭和通りが開通したとき、道の南側に移され、南県町の産土神になった。善光寺七福神のひとつ、大黒天がある[12]。

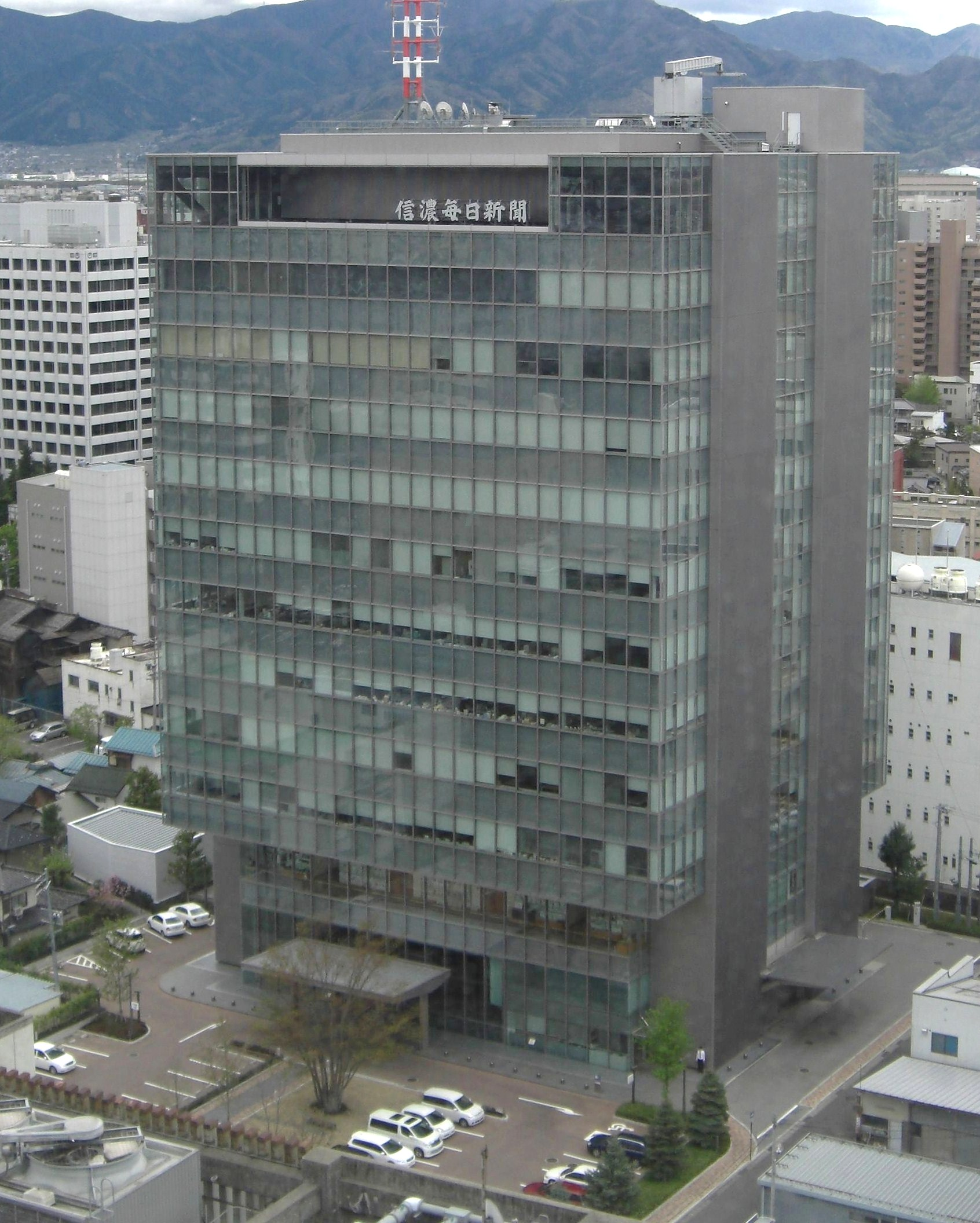
信濃毎日新聞本社
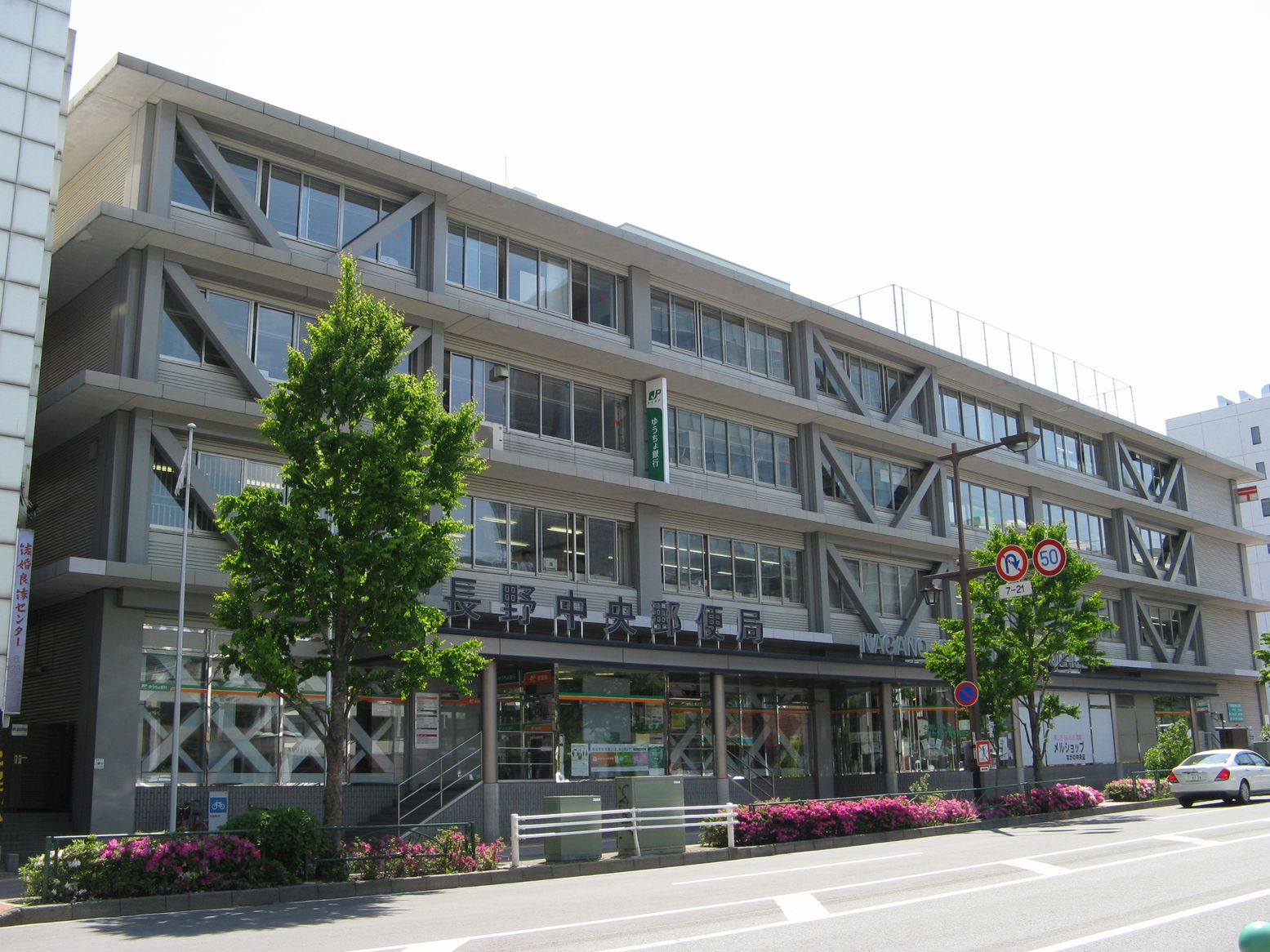
長野中央郵便局

## 南石堂町
南石堂町（みなみいしどうちょう）は、長野駅の北西に広がる町。郵便番号は380-0824。
町の中央を中央通りが南北に貫き、ターミナル通りが東西に横切る。南縁に信越本線が通る。町西部を計渇川（一部暗渠）・宮川（暗渠）が南北に、北端の北石堂町との境の一部を古川（暗渠）が東西に流れる。周囲は以下の大字・町丁と接する。
町東部の、中央通り・二線路通り・長野大通り・末広通りに囲まれた一角は千石街（せんごくがい）と呼ばれ、長野駅前の歓楽街となっている。また、中央通りの西友前から岡田町に向けて伸びる古くは米屋新道（こめやしんどう）または米屋町と呼ばれた通り沿いにも飲食店が軒を連ねる。町北西部（山王地区）は、閑静な住宅街である。
江戸時代には石堂町（いしどうちょう）と呼ばれ、善光寺町のうち松代藩領 妻科村に属していた。のち、北石堂町を分けて現在に至る。町名の由来は北石堂町を参照。
地区内の人口及び世帯数は、460世帯 778人（令和5年3月1日現在）。

### 御祭礼屋台
弥栄神社（上西之門町）御祭礼で屋台巡行をする御祭礼町20町の一つである。1926年（大正15年）に新たに御祭礼町に加わった。
1934年（昭和9年）制作の踊り屋台を有する。

### 交通
鉄道
JR東日本・しなの鉄道・長野電鉄の長野駅があり、以下の路線が利用できる。
- JR東日本
  - ■北陸新幹線
  - ■篠ノ井線
  - ■しなの鉄道線直通電車
- しなの鉄道
  - ■北しなの線
  - ■JR飯山線直通列車
- 長野電鉄
  - ■長野線

路線バス
長野駅善光寺口ロータリーから、市内を走るほとんどのバス路線が利用できる。
また、中央通り上にアルピコ交通（川中島バス）・長電バス・ぐるりん号の千石入口停留所、ターミナル通り上にアルピコ交通（川中島バス）の末広町停留所がある。

### 施設

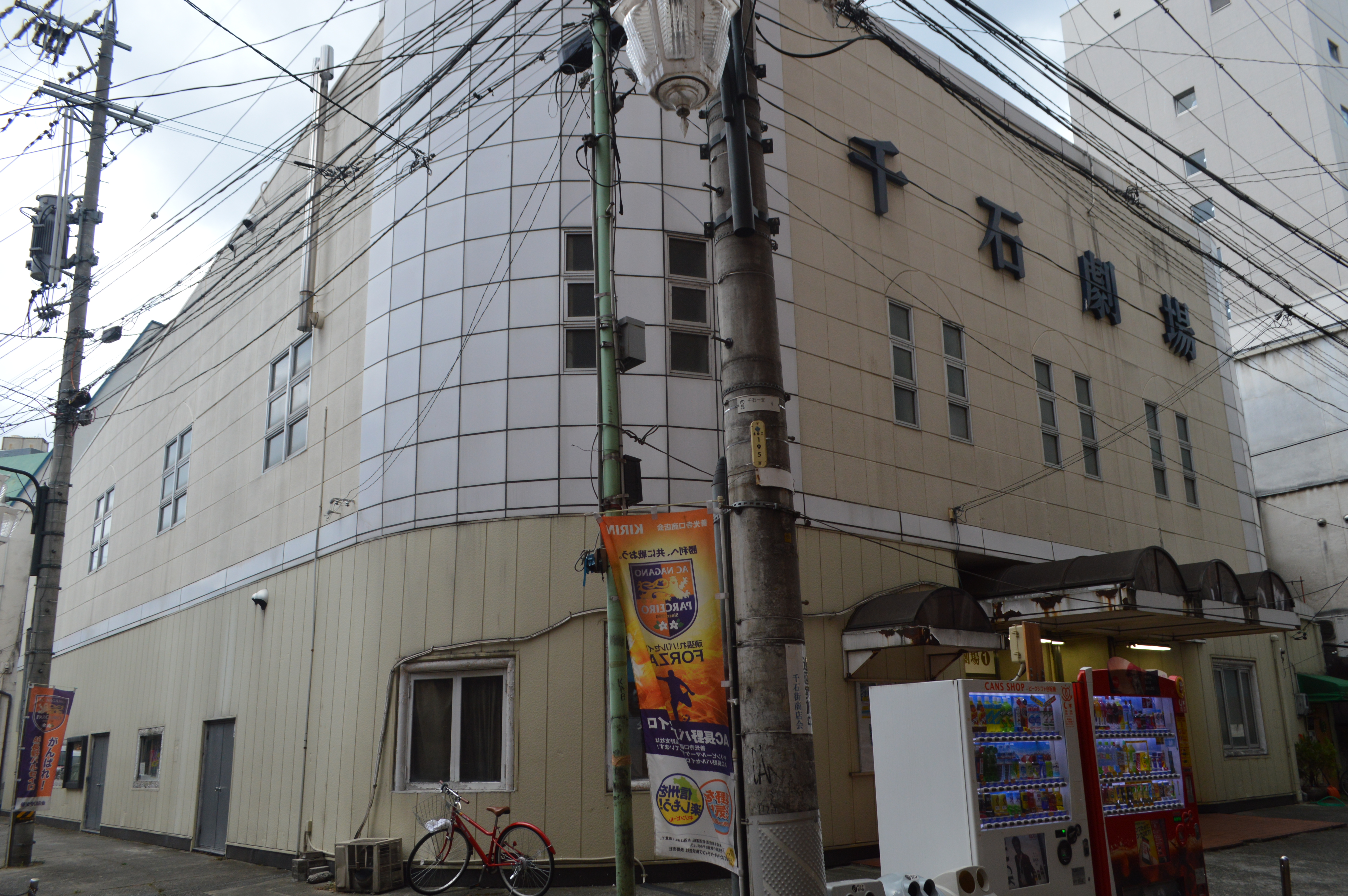
西友南石堂店（旧長野石堂店の建物解体後、2021年6月10日に建て替えられたグラディス南石堂1階にオープン）[13]。
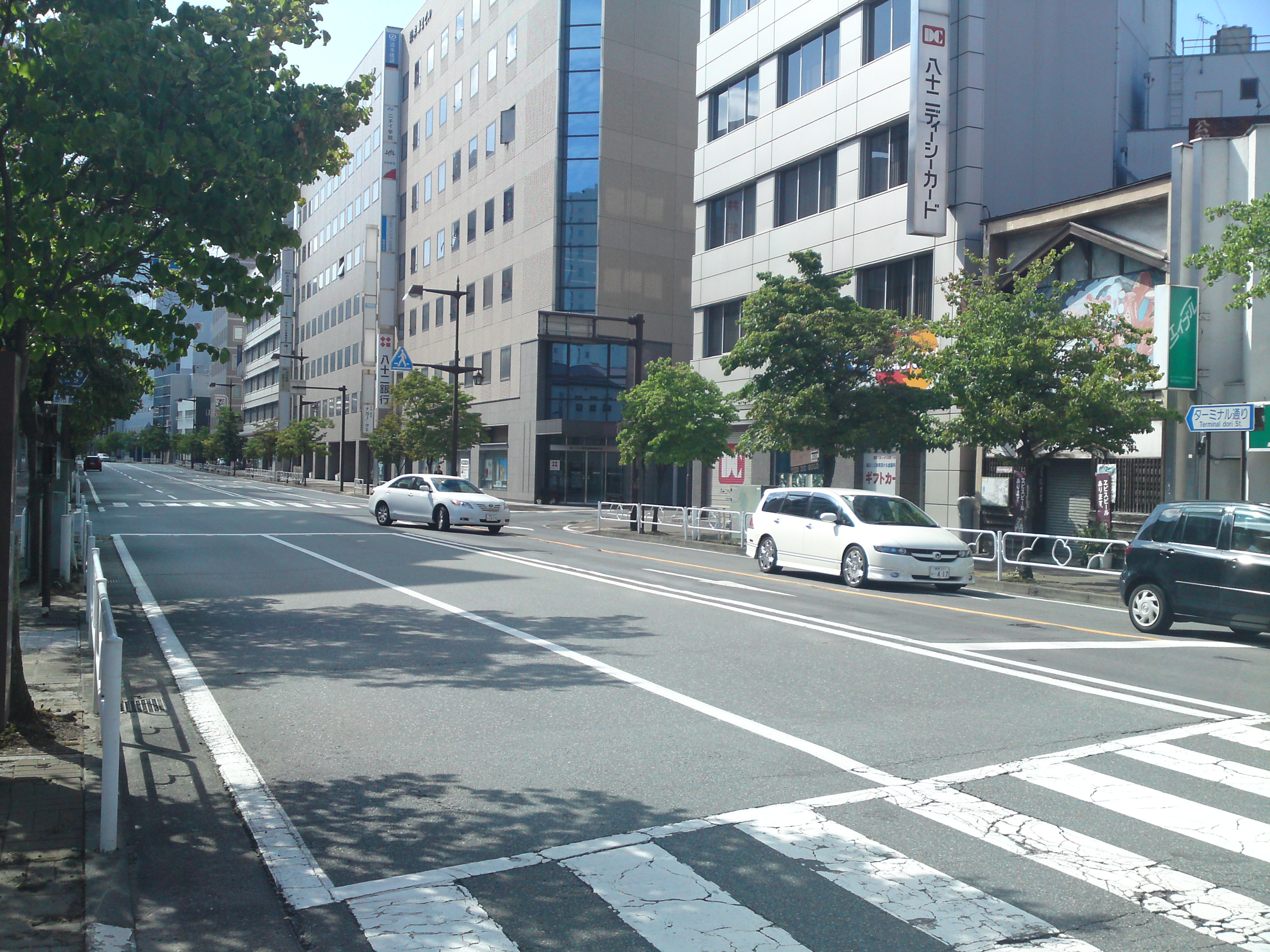
長野市の金融街となっているターミナル通り

- NTTコミュニケーションズ石堂ビル
- 長野千石劇場
- 八十二銀行 長野駅前支店
- 八十二カード 本社
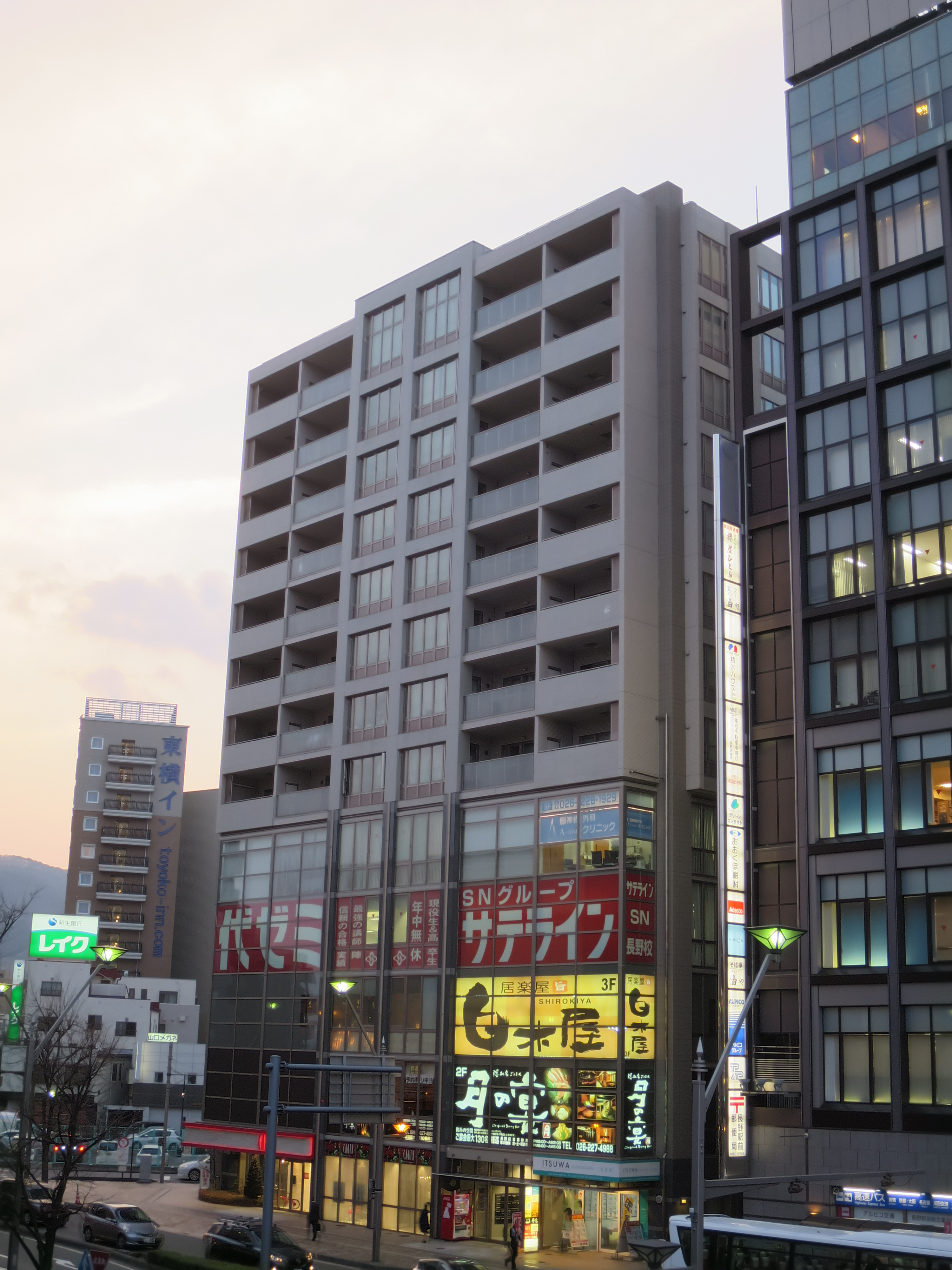
A-ONE City（長野駅前A-1地区再開発事業）
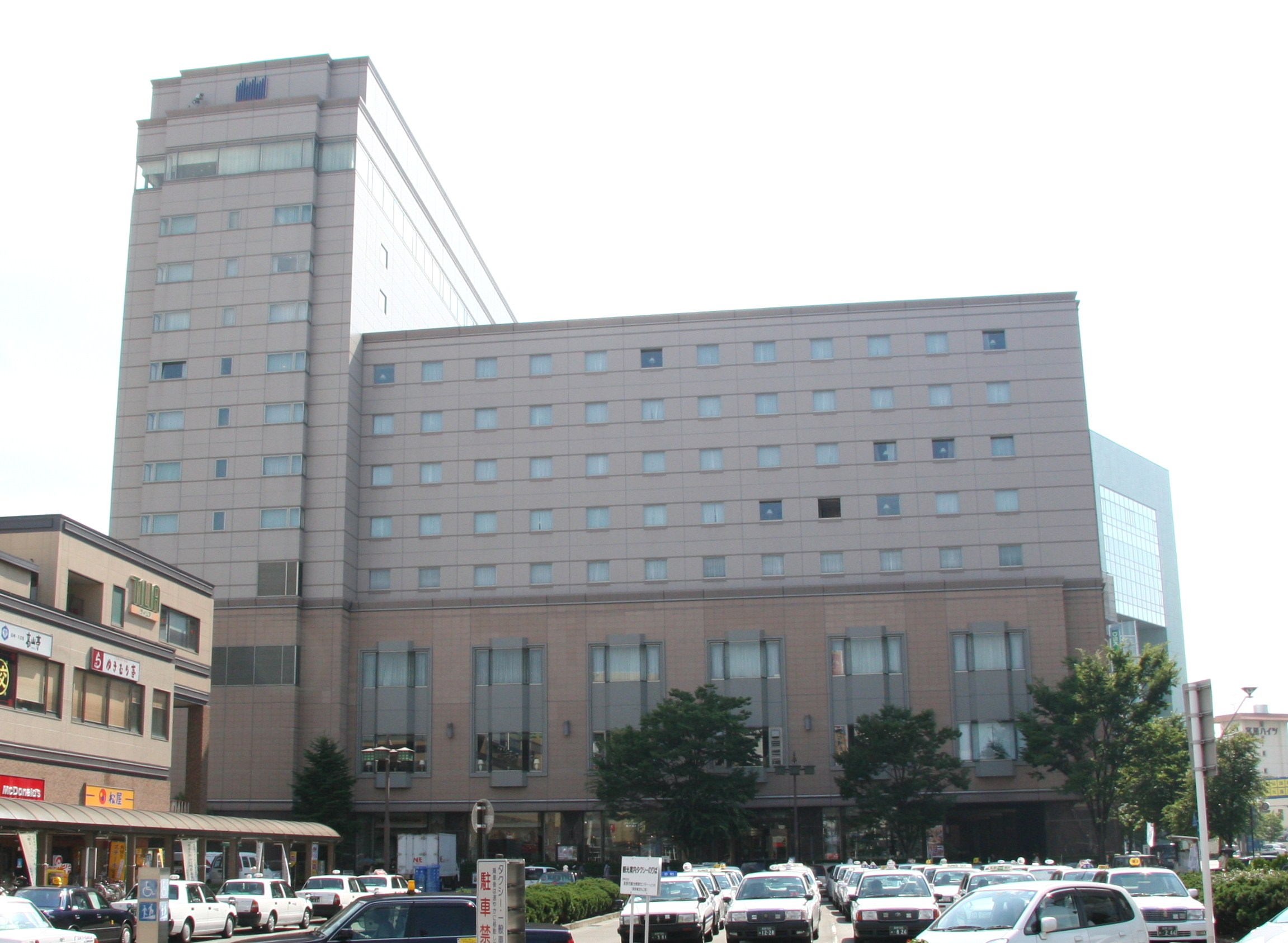
ホテルメトロポリタン長野

- プリズムビル（トヨタUグループ本社ビル）
  - 長野トヨタ自動車 本社
  - トヨタカローラ長野 本社
  - ネッツトヨタ長野 本社
  - 長野トヨペット 本社
- ホテルメトロポリタン長野
- 東横イン 長野駅善光寺口

- 長野千石劇場
- 長野市の金融街となっているターミナル通り
- A-ONE City
- ホテルメトロポリタン長野